# Saint Seiya: Next Dimension
Saint Seiya: Next Dimension - El Mito del Rey del Inframundo (聖闘士星矢 NEXT DIMENSION 冥王神話 Seinto Seiya Nekusuto Dimenshon Meiō Shinwa?) es un manga escrito e ilustrado por Masami Kurumada. Oficialmente, Next Dimension es una serie canónica, por lo tanto, es la continuación oficial de la historia original del manga Saint Seiya, a la vez que sirve como una precuela a ésta. Su argumento narra los eventos posteriores a la batalla contra Hades en el siglo XX, junto con los sucesos de la Guerra Santa del siglo XVIII. La trama principal transcurre en el siglo XVIII, durante la «guerra santa» previa entre Atena, la Diosa de la Justicia, la Sabiduría y el Esfuerzo Heroico, y Hades, el Dios del Inframundo, y se centra en las batallas entre los guerreros de cada deidad, los santos (caballeros) y los espectros, respectivamente. El manga se publicaba irregularmente en la revista semanal Weekly Shōnen Champion de Akita Shoten, y se han compilado dieciséis volúmenes. Se le conoce también por su subtítulo alterno de Mito de la galaxia (銀河神話, Ginga Shinwa), que es usado durante la publicación para referirse a los segmentos de la trama que transcurren en el siglo XX, en contraste con el subtítulo de Mito del rey del inframundo, que se refiere a los segmentos que transcurren en el siglo XVIII.
A diferencia de la obra original, Next Dimension es publicada a color en sus compilaciones en volúmenes tankōbon, mientras que los capítulos originalmente impresos en Shōnen Champion aparecen en el blanco y negro estándar de los medios manga, con ocasionales páginas a color. No obstante, las versiones digitales de estos capítulos se publican a color, si bien en un esquema de color simplificado que es mejorado y realzado en los tankōbon. De esta manera, Next Dimension es notable como uno de los pocos títulos en este género en ser publicados a todo color actualmente.

## Producción
Masami Kurumada anunció por primera vez el inicio de la continuación de la serie Saint Seiya en 2006. El 21 de abril publicó una imagen de Hades, Señor del Inframundo, en su blog.Los capítulos cortos llegaron a publicarse una o incluso dos veces al mes debido a su lanzamiento esporádico hasta el 4 de enero de 2007, cuando el siguiente capítulo no se lanzó hasta el 2 de agosto de 2007. La serie ha mantenido lanzamientos esporádicos, con breves intervalos de publicación semana a semana, pero Masami Kurumada actualiza su blog después de un intervalo más largo para mostrar los próximos capítulos.En el segundo volumen, en su mensaje personal, Masami Kurumada se disculpa por el retraso del volumen, revelando que estuvo enfermo durante mucho tiempo en la primavera de 2009.
Saint Seiya: Next Dimension fue concebido por Masami Kurumada como una precuela de su manga Saint Seiya, partiendo de elementos revelados en él pero nunca desarrollados ni explorados más a fondo, por lo tanto, comenzó a escribir y dibujar Next Dimension abriendo la historia en un prólogo, con un flashback a la última batalla de su manga original, contenida en el vol. 28.
Cada capítulo se presenta a todo color. El primer capítulo se llamó inicialmente Prólogo ①, sin embargo, el "①" fue eliminado en el primer volumen recopilado. Durante los primeros 14 capítulos, el borde de las páginas estaba coloreado para parecer un cielo nocturno iluminado por estrellas, esto se cambió al blanco estándar en la parte 14 y capítulos posteriores, así como a un estándar en los volúmenes compilados.Las partes 15 y 16 se publicaron en formato blanco y negro complementadas con una imagen en color cada una. Las siguientes partes han seguido publicándose en blanco y negro acompañadas de varias páginas a color. Las partes publicadas en blanco y negro estarían disponibles a todo color en su respectiva compilación de volúmenes.Ciertos objetos y piezas de información que se publicaron previamente en la Enciclopedia de Saint Seiya se utilizan en la historia, como una de las 88 armaduras de Atenea, la Crateris Silver Cloth, aunque con un nuevo diseño.

## Sinopsis
Next Dimension retoma la historia del manga original de Saint Seiya de Kurumada mediante un recuerdo a la batalla final de los Caballeros (Santos) de Bronce de Atena en el arco de Hades. Durante la batalla, Hades, el Dios del Inframundo, reconoce a Seiya de Pegaso como el temido enemigo al que se enfrentó milenios atrás, en las épocas del mito, reencarnado en esta era. El dios recuerda encarnaciones pasadas y entonces rememora los acontecimientos ocurridos en la última guerra entre Atenea y él mismo 243 años antes. Durante esa época, un niño llamado Tenma era uno de los legendarios guerreros de Atenea. También era la encarnación de Seiya de Pegaso en el siglo XVIII. Tenma era el mejor amigo de un chico llamado Alone, el recipiente elegido por Hades para encarnarse en esa época. Cuando Alone fue poseído por Hades, Tenma se aventuró a rescatarlo, encontrándose con los Caballeros Dorados Shion de Aries y Dohko de Libra y sufriendo finalmente la derrota a manos de dos de los Magnates del Inframundo. Tras sobrevivir al encuentro, los caballeros regresan al Santuario de Atena para idear una estrategia que impida a Hades completar sus planes.
En el presente, Seiya de Pegaso sobrevivió a su muerte pero está bajo una maldición de la espada de Hades que lo matará en tres días. Atena decide salvar a Seiya y es acompañada por el Caballero de Bronce Shun de Andrómeda. Viajan al pasado con la ayuda de Cronos, pero son enviados más atrás en el tiempo de lo previsto, por lo que acaban durante la anterior guerra santa. Se separan y Atena se ve convertida en un bebé, pero es salvada de cualquier daño por un caballero, ya que resulta que el líder del Santuario está aliado con Hades.
Tenma conoce a Shun y se convence de la situación y corren a rescatar a Atena. En su camino a través de las doce casas del Zodiaco se encuentran y luchan contra varios de los poderosos Caballeros Dorados y también contra los Espectros, guerreros de Hades. También se les unen al hermano mayor de Shun, Ikki de Fénix y sus compañeros Shiryu de Dragón y Hyoga de Cisne. Otra amenaza inminente se revela en la forma del 13.º Caballero Dorado Odysseus de Ofiuco.

## Argumento
Inicia con un prólogo en el cual Hades se encuentra luchando contra Seiya, el Santo de Pegaso del siglo XX: en ese momento, el dios recuerda que otro guerrero de la misma constelación, además de herirlo en la era del mito, fue su amigo en la Guerra Santa del siglo XVIII, hace 243 años. Así, la historia pasa a centrarse en ese siglo, donde los jóvenes Shion y Dohko son ascendidos de santos de bronce a santos de oro, tras conocerse la amenaza de Hades de regresar a la Tierra. Los jóvenes santos, después de una discusión, acuden a buscarlo y logran encontrar a Alone, en cuyo cuerpo debe alojarse el dios, pero su amigo Tenma, quien fue entrenado sin saberlo como santo de Pegaso, lo defiende de un inminente ataque. Aprovechando la oportunidad, Pandora engaña a Alone para que libere y acepte la posesión de Hades. Ante esto, Shion, Dohko y Tenma intentan evitar que Alone vaya al castillo que apareció cuando Hades despertó, pero son atacados por varios espectros incluyendo dos de los jueces infernales, Vermeer de Grifo y Suikyō de Garuda (ex-santo de Crater y maestro de Tenma), quienes son muy superiores debido a que la barrera invisible del castillo reduce el poder de los santos. Pandora convoca a los espectros, por lo que los jueces se marchan dejando solo un soldado de Esqueleto para rematarlos, pero son salvados por el caballo de Tenma.
De vuelta en el Santuario, por su impertinencia, los tres santos son castigados por dos santos de oro, Ox de Tauro e Izō de Capricornio. Luego estos se preguntan por qué aún no ha renacido Atenea y al observar la armadura («cloth») de Crater se dan cuenta de que esta refleja el futuro: la historia, entonces, se traslada a 1990, donde Saori Kido se encuentra acompañando a un agónico Seiya en silla de ruedas. Al aparecer Shun, el Santo de Andrómeda, Saori le explica que Seiya sufre los efectos de la espada invisible de Hades, la cual traspasará su corazón en tres días; por lo tanto, decide pedir ayuda a su hermana mayor Artemisa, Diosa de la Luna, para viajar al pasado y así salvar a Seiya. Con sus armaduras puestas, Saori y Shun marchan al Templo de Artemisa, encontrándose con una vieja bruja llamada Hécate, quien exige cabello de Saori a cambio de guiarlos. Al aceptar la propuesta, los jóvenes logran llegar al templo, siendo atacados violentamente por las «satélites» comandadas por Calisto (sirviente de Artemisa), no obstante, la diosa acepta recibirlos y le informa a Atenea que ella y su hermano mayor Apolo, el Dios del Sol, solo vigilan el correr del tiempo, mas no lo pueden controlar, función que solo Chronos puede cumplir. Así, Shun y Atenea, guiados nuevamente por una rejuvenecida Hécate, parten en busca de Chronos; sin embargo, Calisto, tenebrosa de que Atenea cause la ira de los dioses, ordena a La Scoumoune y a sus satélites que acaben con ella. Shun, al sentir que eran seguidos, se enfrenta a las satélites y las derrota, pero cae herido por La Scoumoune, siendo salvado gracias a Ikki de Fénix, su hermano mayor, quien luego desaparece. Posteriormente, Shun, Atenea y Hécate llegan a un misterioso lago en el que reside Chronos: el portal del espacio y el tiempo, el cual los absorbe, los separa y los envía al pasado.
Por otro lado, Shijima de Virgo les señala a Ox y a Izō que puede sentir que Atenea se acerca desde un espacio-tiempo distante. Efectivamente aquello ocurre: Saori, convertida en bebé por culpa de Chronos, arriba a su templo en el Santuario, lo que despierta el interés de los santos. Allí, el Patriarca acoge a Atenea en sus brazos y les pide a los demás que se retiren, pero Shijima sospecha de él y logra evitar que acuchille a la diosa. Sin embargo, es atacado sorpresivamente por Cardinale de Piscis, quien junto al Patriarca revelan ser traidores a Atenea. En tanto, Shun llega también al Santuario del siglo XVIII y se encuentra y alía con Tenma para recorrer las Doce Casas, justo en el momento en que los espectros acuden al Santuario para invadirlo. Así, se despiertan traiciones y conspiraciones dentro del recinto sagrado y nadie sabe qué bando puede salir vencedor: en el Templo del Carnero Dorado, Shion enfrenta a Suikyō de Garuda, pero tras ser herido por este, Ikki de Fénix, quien también llegó al pasado, lo releva en la pelea, pero también cae derrotado; no obstante, con su Phoenix Hō Gen Ma Ken despierta los recuerdos del juez por su hermano menor Suishō. Luego, en el Templo del Toro Dorado, Ox derrota a un grupo de espectros, pero es el primer santo de oro en morir luego de caer a manos de Suikyō.
En tanto, Calisto libera a Tōma, un «ángel celestial», ordenándole que vaya a fin de asesinar a Seiya a cambio de desquitarse de una máscara que aprisiona su rostro. Tōma acepta la misión, pero cuando está a punto de acabar con Seiya, interviene Marin de Águila y luego Hyōga a fin de proteger a su amigo, ante lo cual Tōma desaparece. Por otro lado, Shun y Tenma entran al Templo de los Gemelos, pero por las ilusiones de su guardián terminan en caminos separados.
Shun consigue atravesar el templo pese a las ilusiones del santo de Géminis, pero Tenma no corre la misma suerte, y Shun, presintiendo el peligro, vuelve en su búsqueda. Cuando ambos están a punto de ser absorbidos por el Another Dimension de Géminis, aparece en escena Suikyō, quien ordena a ambos santos de bronce a no entorpecer la batalla, por lo que estos salen del templo.
En la encarnizada batalla a la contra de Suikyō, Abel de Géminis revela estar de parte de los traidores, pero empieza a sufrir algo parecido a un desdoblamiento de personalidad, y aparece en escena Caín de Géminis, hermano de Abel, quien desaparece misteriosamente. Este, mucho más noble, le pide a Suikyō que revele sus verdaderas intenciones, pero nuevamente aparece Abel y desaparece Caín, ante la enorme confusión de Suikyō.
Entretanto, Shun y Tenma llegan al Templo del Gran Cangrejo, custodiado por Deathtoll de Cáncer, quién se dedica a fabricar ataúdes para mandar al inframundo a las almas que no encontraron el descanso eterno. Este, pese a estar informado del peligro que sufre Atenea, decide no dejar pasar a los santos de bronce y los manda al inframundo, mientras en el Templo de los Gemelos, Abel y Caín discuten, porque el primero ha golpeado a Suikyō con el Genrō Mao Ken (técnica que priva de la voluntad al que lo recibe, quien solo recobra la cordura al matar a alguien frente a sus ojos). En tanto, Deathtoll ataca a Tenma y a Shun con Omertà, consistente en un ataúd especial donde pretende dejarlos encerrados para siempre. Sin embargo, llega Suikyō, quien se enfrenta al santo de Cáncer, persiguiéndolo hasta «Yomotsu Hirasaka», donde Deathtoll pretende liberar a los santos de bronce de Omertà y dejar que ellos mueran a manos del espectro de Garuda. Este golpea a su discípulo Tenma, matándolo aparentemente, y a Shun, pero luego revela que todo fue un engaño, atacando al mismo santo de Cáncer y salvando a los dos jóvenes santos de ser arrojados al infierno: la técnica del santo de Géminis no surtió mayores efectos sobre Suikyō, quien previamente había recibido el Phoenix Hō Gen Ma Ken de Ikki (en un breve enfrentamiento en el Templo del Carnero Blanco), que lo inmunizó del Genrō Mao Ken. Pese a lo anterior, Deathtoll contraataca al diezmado maestro y cuando está a punto de arrojarlo hacia el inframundo, pensando en cambiarse al bando de Hades, Tenma lo distrae y junto a Shun lo empujan al ataúd Omertà, quedando atrapado adentro. No obstante, Suikyō escapa, por lo que Shun y Tenma se dirigen por separado al Templo del León. En pleno camino Tenma se siente mal producto del ataque de Suikyō, ordena a Shun continuar el recorrido a la casa de Leo, mientras él se queda a reponer fuerzas.
Mientras en la casa de Géminis Caín e Ikki pelean, Ikki busca pasar de la Casa de Géminis después de una ardua pelea Caín utiliza su técnica más poderosa, la Explosión de Galaxias pero no le hace daño a Ikki porque esa técnica ya la recibió en el futuro, Caín utiliza Kishi-Kasei para curar a Ikki, Abel aparece y le dice a Caín que mate a Ikki pero este se niega en obedecer a las intenciones malvadas de su hermano y dice que ellos (Caín y Abel) vinieron al mundo por una Broma de los Dioses. Shun llega a la Casa de Leo y se encuentra con el guardián de esa Casa que llama Kaiser y está acompañado por un León llamado Goldie, Shun le explica que viene del futuro pero Kaiser no le cree y ordena Goldie que mate a Shun, pero Goldie se encariña con Shun y hace caso omiso a las órdenes de Kaiser. Posteriormente llega Tenma de Pegaso herido a Casa de Leo, Goldie intenta atacarlo pero Tenma le cubre las heridas que tiene Goldie, Goldie por su parte con su saliva curativa cura las heridas de Tenma.
En el Yomotsu Hirasaka Deathtoll está atrapado en Omertà pero es rescatado por unos Espectros, estos Espectros le sugieren a Deathtoll convertirse en traidor y Deathtoll les dice que si. Mientras en el Templo del Patriarca, Shijima de Virgo se encuentra con Atenea pero ellos no pueden salir del Templo ya que este tiene la maldición del Laberinto de los Dioses. Deathtoll llega a la Casa de Leo junto con los Espectros, pero estos Espectros son derrotados por Goldie, Kaiser reta a Deathtoll pero este le dice que todavía queda un Espectro, entonces de la nada sale el Espectro de Gusano y ataca a Goldie y Kaiser pero estos se libran fácilmente de este, Deathtoll da la estocada final y vence al Espectro, Kaiser se da cuenta de que Deathtoll no es un traidor y se percatan que el cuerpo de Suikyo no se encuentra. Suikyo se dirige muy herido a la Casa de Virgo.
En el presente Hyoga van a los Cinco Picos en busca de Shiryu para que lo ayude a salvar a la Diosa Atenea, pero Shiryu se niega ya que dice que tiene otras responsabilidades como cuidar a Shunrei y al niño que encontraron llamado Shoryu, Hyoga se retira desconsolado. Posteriormente llega el Ángel Toma y tiene una breve lucha esta pelea hace reconsiderar a Shiryu de ayudar a Hyoga y a sus amigos.
Suikyo llega a la Casa de Virgo donde se debería encontrar Shijima pero este está atrapado en la Sala del Maestro, Shijima aparece en su Casa guardiana por medio de ilusiones y hace aparecer las Cuatro Puertas de la Muerte y Suikyo tiene que elegir una de ellas, Suikyo elige la Puerta de la Muerte. Suikyo al entrar a la Puerta de la Muerte, Suikyo en medio de la oscuridad logran ver una luz, mientras Shijima se da cuenta de que del cuerpo de la bebe Athena sale una luz, Suikyo esta en el jardín de la sala gemela, Suikyo muy debilitado logran ver que la Cloth de Copa se encuentra en el jardín, un néctar en forma de lluvia cae en la Copa, Suikyo se da cuenta de que fue salvado por Athena y que el futuro de él no se refleja en el agua de la Cloth de Copa y caen pétalos del jardín de la sala gemela Suikyo sabe que estos pétalos pueden atravesar dimensiones, así que le envía un mensaje a Athena, los pétalos llegan hasta donde están Shijima de Virgo y Athena, los dos pétalos que lograron llegar tiene escrito las palabras "San" y "Ju" Shijima dice si la leyenda se hace realidad el Santuario será destruido.
Hyoga va al Olimpo donde se encuentra con el Ángel Touma donde tienen una breve batalla, Shiryu llega al Olimpo para ayudar a Hyoga a salvar a Atenea, Hécate guía a Hyoga y Shiryu al Lago de Chronos donde Athena dejó la cadena de flores, ambos santos de bronce se dirigen hacia el pasado.
Hyoga y Shiryu llegan al Santuario del pasado y caen en diferentes partes del mismo, Shiryu cae en la Casa de Libra, esta Casa está siendo protegida por el joven Santo de Libra Dohko quien es el maestro de Shiryu en el futuro. Shiryu se queda sorprendido al ver a su joven maestro e intenta convencerla que él es su alumno en el futuro, Dohko no cree lo que le dice Shiryu y empieza una batalla, Shiryu se quita su armadura y se puede notar su tatuaje. Después de una breve pelea entre Alumno y Maestro (Shiryu y Dohko), Dohko reconoce a Shiryu como su pupilo. Mientras en la Sala del Maestro, Cardinale de Piscis llega para dar muerte a Shijima de Virgo. Shijima de Virgo le dice a Cardinale, que Suikyo de Garuda vio en su Cloth de Copa que dentro de poco revivirá el Santo de Oro de Ofiuco y será el fin del Santuario.
Una vez, en la era mitológica, existía un decimotercer templo en el santuario, este era conocido como el templo del portador de la serpiente, que se encontraba localizado entre el Templo de Sagitario y el Templo de Escorpio. El Santo protector de este templo era el más sobresaliente en coraje, benevolencia y sabiduría entre los Santos de Oro, el mismo realizaba actos nobles como salvar a aquellos que sufrían de enfermedades y sanar a aquellos que estaban heridos, llegando a ser considerado como un dios, pero pronto se volvió arrogante y realmente quiso convertirse en un dios. Debido a la furia de los Dioses, el Santuario lo desterró, mientras que todo rastro de su existencia fue borrado. Mientras, Sukyo llega al Templo de Libra, Dohko siente la llegada de su gran amigo y que Atenea está en peligro, así que le permite a Shiryū atravesar el Templo de Libra, tras esto Dohko demuestra su alegría a ver a su gran amigo, aunque él Santo de Oro afirma no tener intención de dejarlo atravesar el templo, Suikyo se dispone terminar la pelea rápidamente atacando al Santo de Oro con su “Hisō Byaku Renge". Cardinale se sorprende al entender quien es El Santo Legendario de Ofiuco, que seguramente había muerto hace ya mucho tiempo.
En el presente Shaina de Ofiuco tiene un comportamiento un poco extraño y se dirige hacia el Santuario entre las Casa de Escorpio y Sagitario, donde encuentras las Ruinas de la Casa de Ofiuco y le dice a Marin que el fin del Santuario se aproxima, Marin y Shaina mantienen un pequeño enfrentamiento, Marin logró dejar inconsciente a Shaina, tras darle un golpe en la boca del estómago.
En el pasado, Dohko y Suikyō continúan peleando en el Templo Libra, aunque ambos no pueden evitar llorar, mientras que Shun y Tenma llegan El Templo de la Doncella, ante ellos aparece una ilusión de Shijima, quien logra hacer retroceder a los Santos de Bronce tras golpearlos con un ataque que los enviaba a una dimensión donde el sonido no existía y finalmente sus mentes explotarían, pero el ataque es interrumpido, y quien aparece frente a ellos no es otro sino el Santo de Oro de Virgo del siglo XX, Shaka.
En el templo del Sumo Sacerdote, Shijima siente la llegada de un nuevo intruso en la Casa de Virgo, cuyo cosmos es diferente al de los Santos de Bronce, en la Casa de virgo, Shun y Tenma se dan cuenta de que el Shaka que se encuentra ante ellos parece ser un pensamiento residual sin entidad que ha surgido desde la Cloth de Andrómeda, Shun recuerda que la Cloth de Andrómeda una vez fue resucitada utilizando la sangre de Shaka la cual ahora descansa en la Cloth de Bronce, y su ADN ha hecho que despierte en frente de Shijima, este le pregunta si el que porta la constelación Virgo al igual que fue quien interrumpió en el espacio de silencio, Shaka afirma esto positivamente lo que genera una nueva pregunta por parte de Shijima “¿Por qué lo hiciste?”, este último le dice que aunque sea el que heredara la constelación de Virgo no puede permitir que atraviesen la Casa de Virgo, Shijima utiliza su técnica “The Four Gates of Buddha”, Tenma decide avanzar rápidamente por una de ellas pero Shaka les salva de abrir una puerta afirmando que son la máxima defensa de la Casa de Virgo, sin importar cual elijan, no les permitirá seguir adelante, Shijima le advierte a Shaka que si continúa interfiriendo le considerara un intruso y lo destruirá, Shaka afirma que no se detendrá, mientras que Shijima decide utilizar la máxima técnica de los Santos de Virgo, el “Tesoro del Cielo”, al mismo tiempo, Shaka también decide utilizar esta técnica. Shijima y Shaka, se preparan para pelear, Shijima abre la boca mientras que Shaka abre los ojos. Shun les pide que se detengan porque ocasionaran una guerra de mil días. Shaka, quien alcanzó el nirvana, dice que Shun es el que debería heredar la Cloth de Virgo.En la Cámara del Patriarca, Shijima, quien utilizó todas sus fuerzas y se desploma, permitiendo que Cardinale pueda poner su mano sobre Athena. El patriarca se encuentra en la estatua de Atenea, en ese momento llega Cardinale de Piscis a entregarle al patriarca las "supuestas" cabezas de Atenea y Shijima, pero se da cuenta de que eran rocas y que ha sido engañado. En ese mismo instante se va a buscar a los verdaderos Shijima y Atena.
Mientras en otro lugar Shijima de Virgo reacciona, pero en momento detecta un cosmos muy grande, pero no sabe a quién le pertenece.
Mientras la batalla de Dohko y Suikyo continua, Suikyō realiza su técnica: tormenta giratoria de cien colmillos de lanzas de hielo, pero Dohko logra contrarrestarla a tiempo con sus Cien Dragones del Rozan, del choque de las dos técnicas se desprende un gran rayo hacia el cielo cayendo los dos amigos al suelo. En ese momento, Shijima se sigue preguntando quien es la niña que desprende ese majestuoso cosmos.
Shijima se encuentra con Atenea y está sorprendido por el cosmos que emana ella y también porque ella está creciendo, ahora si Shijima esta completamente seguro que esta niña es Atenea, Atenea le dice a Shijima que está agradecida con el, Shijima le dice que por qué ha crecido tan rápido ella le contesta que sus telomeros han sido desordenados por un truco de Chronos y que ella vine del futuro, entonces Shijima se sorprende y le dice que ella no es la Atenea de su era, ella le responde que la Atenea de esta época es otra y que seguramente aparecerá pronto y Atenea (Saori) le cura la herida a Shijima que le había causado Cardinale de Piscis y posteriormente Atenea (Saori) se dispone a marcharse, cuando Shijima es atacado por Cardinale, y Cardinale le dice a Atenea que la matara. Cardinale ataca a Atenea con sus Rosas pero estas son desviadas por la Diosa, Cardinale furioso la ataca de nuevo, pero su ataque se le revierte y cae desplomado en el suelo, Shijima herido le dice a Atenea que su deber es protegerla aunque no sea de esta época, Shijima se pregunta como salen del laberinto de los Dioses y ven que al lado del cuerpo de Cardinale esta el Hilo de Ariadne, este Hilo le permitía ir y venir al Laberinto de los Dioses fácilmente.
Mientras en las escaleras del Santuario se encuentra Tenma y Shun dirigiéndose al Templo de Libra y encuentra Dohko de libra junto el cuerpo de Suikyo de Garuda.
Mientras, Shiryu anda en camino hacia la Casa de Escorpio cuando escucha que su maestro (Dohko) está recitando un poema Suikyo quien acaba de fallecer.
En la Casa de Cáncer se encuentra Deathtoll transportando unos ataúdes cuando llega Ikki de Fénix, Ikki le pregunta que si el puede cruzar el Templo de Cáncer, Deathtoll le responde que si el quiere que lo cruce, DT le dice que si Ikki fuera su enemigo no lo dejaría cruzar pero cree que Ikki no es su enemigo y le permite cruzar, Ikki en agradecimiento ayuda a DT a cargar los ataúdes, Deathtoll e Ikki deja todo los ataúdes en el Yomutsu Hirasaka, Ikki dice que porque dejan estos ataúdes en este lugar, DT le dice que dentro de poco saldrán Espectros y con los ataúdes los encerrara, de pronto aparece un grupo de Espectros pero son fácilmente derrotados por DT. DT le explica que la barrera de Atenea ha sido debilitada y por eso los Espectros cruzan fácilmente y de repente aparece otro grupo de Espectros, DT los ataca con su técnica "Cáncer All Beauty Ken", DT distraído porque se le rompió una uña es atacado por los Espectros pero es salvado a tiempo por Ikki de Fénix.
En la Casa de Libra, Dohko todavía sigue con la idea de traicionar a Atenea, Dohko furioso golpea a Tenma de Pegaso y dice que el pretende tomar la cabeza de Atenea, pero Dohko es detenido por Shun quien le dice que él viene del futuro, mientras en el Yomutsu Hirasaka dice que ahora la segunda tropa del ejército de Hades entrara en acción, cuando de repente aparece unos de los Jueces del Inframundo Vermeer de Grifo.
Vermeer llegó con su ejército a la colina de Yomotsu donde estaba Ikki y Deathtoll, sin embargo el caballero de cáncer inmediatamente le dice que se pasó al bando de Hades y que ahora es un traidor justificándose de que el kyoto era muy fuerte para un dorado y decide guiar en el santuario a los espectros, cosa que molesta mucho a Ikki, varios espectros se lanzan hacia el santo de Fénix pero son derrotados fácilmente, entonces Vermeer dijo que el santo tenía mucha experiencia, a lo que Ikki responde que derrotó a varios espectros, el kyoto creyó que estaba mintiendo y entonces lo atrapa con su "Marioneta cósmica" y estaba a punto de cortarle la cabeza, pero Deathtoll detiene el ataque, entonces envía a fénix a otra dimensión con su "Shabadabada", para demostrar que realmente es del bando de Hades, Vermeer le dice que lo guíe a las doce casas, sin embargo, DeathToll le dice que olvido algo (en realidad esperaba que responda, para que el espectro quede atrapado en Omerta) pero el juez no dijo nada.
Ikki quien había recibido la técnica de Cáncer terminó en la casa de Cáncer, y entonces el caballero de fénix se dio cuenta de que en realidad Deathtool quería salvarlo del ataque del juez del inframundo de grifo.
En el inframundo Deatool trata de que Vermeer responda pero este no dice nada, cuando se abrió omerta el kyoto lo cierra, estaba sospechando porque unos espectros vieron a Deathtool atrapado en un ataúd y que cayo al agujero del inframundo, entonces el caballero trata de fingir que estaba durmiendo cuando eso pasó, el kyoto lo amenaza de que si volvía a hacer algo raro lo pagará caro, entonces Deatool ve a Suikyo entre los muertos de la colina de Yomotsu, Vermeer también lo ve y se dio cuenta de que realmente murió, sin embargo comienza a burlarse diciendo que fue una muerte patética, dijo que siempre desconfiaba de que Suikyo había traicionado a Athena y jurado fidelidad a Hades, y que justo murió asesinado por sus propios compañeros, entonces el caballero dorado de Cáncer se enoja diciéndole que Suikyo era desconfiado tanto por sus enemigos como aliados a pesar de su misión y que siguió caminando por un camino lleno de espinas, pruebas y pesares y de que comparado con él Vermeer no era nada, estas palabras hicieron enojar al Kyoto y ataca pero entonces omerta se abre y el juez es atrapado, Deathtool creyó haberlo derrotado pero sale un hilo del ataúd que le había sobrado a Vermeer de la pelea que tuvo con Ikki y con este logra salvarse.
Una vez Deathtool en problemas, ve cómo Vermeer se libera de la Omerta, y que con su ataque de la marioneta cósmica Deathtool se ve diezmado por el poder de Vermeer, siendo torturado por el y dejando efectos permanentes sobre Deathtool. Y así una vez dispuesto Vermeer a querer matar a Deatool, este es salvado por Ikki de Fénix quien con una pluma rompe los hilos. Una vez enterado de la traición de Deathtool, Vermeer procede a atacar a Ikki de Fénix con su marioneta cósmica pero este rápidamente lo ataca con su golpe de la ilusión diabólica del fénix, propinándole una confusión a su oponte, cayendo vencido Vermeer por su propio ataque.
Mientras tanto Dohko de Libra se enfrenta a Shun de Andrómeda y Tenma de Pegaso para acabar con ellos y dispuesto a tomar la cabeza de Athenea rápidamente divisa una serpiente y al saber eso se ve obligado a tomar una decisión y al verse diezmado lanza un fuerte grito a Shion de Aries para pedirle su ayuda. Al escuchar Shion de Aries el grito de su amigo Dohko de Libra se pregunta la razón del grito cuando de repente divisa a una serpiente que lo inmoviliza y le ofrece que traicione a Athenea, Shion de Aries al enterarse de las intenciones de su malvado emisario, se niega a hacerlo, lo que rápidamente es respondido por su enemigo que no tiene otra opción y que la avenida del 13 caballero dorado está cerca el caballero de La constelación de Ofiuco.

## Personajes

### Personajes de la historia original

###### Personajes
- Saori Kido/Athena: Aparece cuidando a Seiya en silla de ruedas, hasta que Shun se presenta ante ella, esta le explica el problema de Seiya junto con la maldición de Hades y por lo tanto deciden ir a Star Hill y luego al monte Olimpo en donde se encuentra con su hermana mayor Artemisa la Diosa de La Luna quien le increpa sobre su actitud y lo manda donde Chronos el Dios del Tiempo para pedirle ir al pasado, este accede y la envía al tiempo de la anterior Guerra Santa. De esta forma, se da inicio una de las misiones más complejas de Saori y sus amigos. Arriba al Santuario de hace 240 años, convertida en bebe, pero es amenazada por el Papa y Cardinal de Piscis quienes pretenden matarla, pero son detenidos por Shijima de Virgo quien queda malherido y huye con Athena en brazos a la cámara del patriarca donde quedan encerrados por el laberinto de los Dioses. En el transcurrir del tiempo logran escapar y Saori vuelve a crecer hasta volverse una niña. En el Templo de Piscis es mordida por una serpiente (emisario de Ofiuco) introduciéndole un veneno mortal llamado Samael. El emisario afirma que solo Odysseus podrá extraerle el veneno. Shijima confía a Athena a Mistria de Acuario y este le confía a Hyoga. En el Templo de Sagitario son atacados por un Centauro, quien les arroja la Flecha de la Diosa, siendo detenida por Saori/Athena, liberándolo a su vez del espejismo de Centauro. En el Templo del Portador de la Serpiente, Asclepio pretende matarla para suplantar su lugar como Dios de la Tierra. Pero sería derrotado después. Luego Odysseus salva la vida de Saori, y le retira los Telomeros de Chronos, volviendo a su estado normal. Le increpa por la distorsión del Espacio y el Tiempo que a ocasionado su arribo, solo por salvar la vida de un Santo, se excusa y se hiere de muerte con la espada de Chrysos para detener el cataclismo, con ello, reavivar las Cadenas de Vida de Sasha y Saori para destruir la espada de Hades del pecho de Tenma (Santo de Pegaso del siglo XVIII), con ello, salvar a Seiya de la maldición de la espada de Hades. Odysseus reafirma su voluntad de Santo y le da los primeros auxilios, confía a Athena a los Santos de Bronce y los dirige de vuelta al futuro (siglo XX). En el presente Athena recibió el castigo de los dioses en el Olimpo, debido a que puso en peligro el Universo. Saori aparece al final de la Historia como turista en Grecia, sin recuerdo alguno. allí, se cruza con Shun siendo un Florista y le compra unas flores, también se cruza con Seiya, pero ambos siguen su camino ante la aparición de un gravado escrito de Aioros.

- Shaka de Virgo : Aparece como espíritu para ayudar a Tenma y Shun durante la lucha contra Shijima de Virgo. Durante este evento se revelará que el sucesor de Shaka como el nuevo Santo Dorado de Virgo será Shun de Andrómeda. Luego del combate, pasa a retirarse nuevamente al Nirvana.

- Shun de Andrómeda: Aparece encontrando a Saori cuidando a Seiya y junto con ella decide ir al olimpo, se enfrenta a los satélites de Artemisa y después a Scoumoune una de las sirvientas más poderosas de Artemisa siendo asistido por su hermano mayor Ikki, después viaja con Athena al pasado solo para acabar en el antiguo estadio del santuario en donde acaba encontrándose con Tenma y empiezan la travesía por las trece casas donde se encontrará nuevamente con Shyriu y los demás, en el Templo de Ofiuco. Por ser parte del grupo que atraveso el Espacio-Tiempo, Shun recibió el castigo de los dioses. Aparece al final de la Historia como florista en Grecia, sin recuerdo alguno.

- Ikki de Fénix: Aparece salvando la vida de su hermano menor Shun de La Scoumone derrotándola en el Olimpo, después de descubrir el viaje de Athena y Shun al pasado, se une a ellos, allí se encuentra con Shion de Aries al que salva de Suikyōu de Garuda a quien le aplica el Puño Fantasma del Fénix y logra indagar en el pasado de este. Va confrontado a los santos dorados como Caín y Abel de Géminis y Kaiser de Leo, quienes lo dejan mortalmente herido, pero lo dejan pasar por demostrar una férrea voluntad de lucha. En Templo del Cangrejo Gigante ayuda a Deathtoll a cargar sus féretros a Yomotsu, allí aparecen una docena de espectros dirigidos por el Juez Vermeer de Grifo. Pero son derrotados por Ikki y Deathtoll. En Virgo sería derrotado, siendo auxiliado por Odysseus de Ofiuco, a cambio le pide asesinar Athena, este se niega, de repente las cuatro puertas de Buda se abren e ingresan dentro para no ser afectados por el Espacio Anecoico. En la distorsión de la dimensión, Odysseus lanza Ikki al Templo de Athena donde confronta brevemente al Papa, este le ordena matar Atena/Saori y le entrega la Espada de Chrysos. Ikki aparece en el Templo de Ofiuco y trata de apuñalar a Asclepio con la Espada Mata Dioses, pero es derrotado. Tras la derrota de Asclepio, Odysseus confía a Athena a Ikki y los dirige de vuelta al futuro (siglo XX). Por atravesar el Espacio-Tiempo, Ikki recibió el castigo de los Dioses.

- Hyōga de Cisne: Aparece cuando Touma baja del Tenkai para asesinar a Seiya por orden de Calisto, este se encuentra con Marín a quien está a punto de asesinar, en ese instante Hyoga lo detiene con su aire frío, y le pregunta por qué quiere asesinar a Seiya, luego el caballero del cisne y el ángel entablan una breve batalla en donde Hyoga logra congelar el brazo derecho del ángel, en ese instante Touma le otorga la victoria a Hyoga y se marcha en busca de Saori. Viaja también al pasado donde caería en el Templo de Acuario, y donde conocería al maestro del aire congelante de hace más de 240 años. Tras un breve combate mortal, termina por reconocerlo como su sucesor en el futuro, tras demostrarle su verdadero poder y le encomienda a Athena que en ese momento se encontraba en acuario, herida. Va en busca de Odysseus, para eso cruza los templos de Capricornio y Sagitario, quienes lo interceptan en cada templo, tras breves combates terminan por reconocerlo también. En el Templo de Ofiuco cae dormido debido Hipnoterapia, de repente aparece una enorme serpiente mitológica, le dice que tuvo que tragarse a athena para evitar su muerte, la devuelve dentro de un huevo y le sugiere que espere la llegada de Odysseus, quien determinara si vivirá o morirá, pero sería Asclepio, quien llegaría al templo, pero sería derrotado tras una dura batalla. En el presente, Hyoga recibió el castigo de los dioses en el Olimpo.

- Shiryū de Dragón: Inicialmente se rehúsa a pelear, porque ahora tiene un hijo con Shunrei, eso lo da a conocer cuando Hyoga lo va a buscar comentándole la situación de Seiya. Reacciona por el ataque de un ángel que seguía a Hyoga, luego de lo ocurrido, entiende de que muy pronto el Reino del Cielo estará en disputa con el Santuario, y junto con Hyoga viaja al pasado para salvar a Seiya. Tras travesar el Espacio-Tiempo, llega a Libra, allí se encuentra con su antiguo maestro Dohko siendo joven. Ambos entablan un breve combate. Dohko termina por reconocerlo y se despide de su alumno en el futuro. En Escorpión confronta Ecarlet, quien lo deja malherido. Pero este lo reconoce por demostrar su verdadero poder. En el templo del Portador de la Serpiente, Shiryu se encuentra con sus amigos y juntos confrontan a Asclepios, pero son derrotados. Luego de la derrota de Asclepio y la destrucción de la espada de Hades del siglo XVIII, logran retonar al futuro (siglo XX), en el Olimpo reciben el juicio de los dioses a morir por poner en peligro el Universo, pena que sería conmutada por la divinidad de Athena y una vida de simples mortales, sin recuerdo alguno.

- Marin de Águila: Aparece cuidando el cuerpo de Seiya después de la partida de Athena. Es atacada por un ángel enviado del Cielo, Touma de Icaro pero es rescatada por Hyoga justo a tiempo. Sospecha de las intenciones de Shaina quien se dirigía misteriosamente a los 12 Templos. Allí descubren un templo enterrado entre los Templos del Escorpión Celestial y el Centauro. Confronta a Shaina, quien fue poseída brevemente y queda inconsciente. Entre las ruinas emanaba un cosmo divino, se trataría de la flecha de la Diosa heredará a Sagitario de la era del mito. Fue junto con Shaina, quienes presenciaron el despertar de Seiya.

- Shaina de Ofiuco: Aparece junto con Hyoga y se compromete junto con Marín a cuidar del cuerpo de Seiya. Es controlada por una fuerza desconocida e intenta hacerle daño a Seiya pero es interrumpida por Marín, quien a la vez desaparece la fuerza que la controlaba momentáneamente. Se dirige a los 12 Templos con las intenciones de desenterrar las ruinas de un templo desconocido. Cae inconsciente tras un breve combate con Marin. Fue junto con Marin, quienes presenciaron el despertar de Seiya.

- Shion de Aries: Aparece junto a su amigo Dohko en el salón del Gran Maestro en donde son ascendidos a caballeros de oro, después deciden buscar a la reencarnación de Hades quien resulta ser un joven llamado Alone. Shion y Dohko intenta matarlo, pero es salvado por su amigo Tenma, más tarde se encuentra con Suikyō, antiguo caballeros de plata ahora convertido como espectro de Hades (el juez infernal de Garuda) y sostiene un combate con él hasta ser rescatado por Ikki. Fue el primer santo de oro en confrontar al decimotercer santo de oro Odysseus de Ofiuco.

- Dohko de Libra: Aparece junto a su amigo Shion en el salón del Gran Maestro en donde son ascendidos a caballeros de oro, después se disponen a matar a Alone, quien será la reencarnación de Hades, hasta que es rescatado por Tenma. En el Templo de Libra conoce a Shiryu, quien cayó repentinamente desde los cielos, quien además será en el futuro su aprendiz de Dragón. Sospecha que Saori es la causante de las calamidades en el Santuario tras conocer las verdaderas intenciones del fallecido Suikyō de Garuda y de toma su lugar. Luego confronta a Odysseus de Ofiuco, pero termina siendo derrotado.

- Seiya de Pegaso: El protagonista principal de Saint Seiya y Next Dimension, quien sobrevivió a su muerte después de la Guerra Santa contra Hades y se encuentra en silla de ruedas, en estado vegetativo, esto debido al ataque mortal que recibió de la espada de Hades que de manera invisible sigue insertada dentro de él y si no se retira dentro de tres días esta le atravesara el corazón matándolo de esta manera, salvo lo anterior dicho no tiene ninguna participación en la historia. Incluso intentaron matarlo en ese estado por un Ángel llamado Touma, pero fue salvado por Marín y Hyoga quienes le cuidan. A pesar de que no participa abiertamente su anterior reencarnación Tenma de Pegaso lo hace. Recobra el conocimiento, debido a la destrucción de la espada de Hades del siglo XVIII. Se dirige al Olimpo para reencontrarse con sus amigos, quienes están siendo juzgados por los dioses por poner en peligro el Universo. A su llegada, se disculpa ante ellos por las dificultades que pasaron para salvarlo y ofrece su vida a Apolo el Dios del Sol, pero este se ofende e intenta asesinar a Seiya, pero Athena interviene y apela a perder su divinidad, a cambio de perdonar la vida de los demás. Apolo acepta y los envía de vuelta a la Tierra como simples mortales, sin recuerdo alguno. Seiya aparece al final de la Historia en Grecia, en el camino se cruza con Saori, pero ambos siguen su camino ante el gravado escrito de Aioros.

### Personajes nuevos

#### Personajes principales
- Tenma de Pegaso: Es el protagonista principal de Next Dimension, el Santo de Bronce de Pegaso del pasado y la anterior reencarnación de Seiya de Pegaso, antiguo amigo de Alone a quien salva de Shion y Dohko, tiene el mismo semblante y carácter explosivo que Seiya, tiene un caballo llamado Pegaso que llevaba la armadura de su viejo amigo y maestro Suikyō. Al conocer a Shun, piensa que él es un enemigo que ha venido a matar a Athena, pero luego de ver su sinceridad lo ayuda a pasar por las doce casas, en el camino cae en un sueño profundo emitido por el arribo del Templo del Portador de la Serpiente. Es despertado por Odyseuss de Ofiuco, y entablan un corto combate, luego este lo arroja a otra dimensión directo a Italia, allí se encarga de proteger a la "Princesa Durmiente" (Sasha/Athena) de los espectros que pretenden matarla. Tras eliminar a los espectros, llega el Emperador del Inframundo Alone/Hades, y le incrusta la espada en su pecho. Luego es salvado por las Cadenas Divinas de Sasha y Saori, quienes destruyen la espada de Hades.
- Sasha/Athena : Es la reencarnación de la diosa Athena en el siglo XVIII, amor de la infancia de Tenma y la amiga de la infancia de Alone. Ella es apodada la "Princesa Durmiente" ya que cayó en coma debido a la presencia de Saori, en el siglo XVIII. Guio con el cosmo la flecha divina de sagitario a Grecia, hacia el Santuario, directo al Templo del Portador de la Serpiente. Luego salva la vida de Tenma, por medio de la Cadena Divina de Flores, en conjunto con la Cadena Divina de la Athena del futuro que llegó por medio de un portal del tiempo, y destruyen la espada de Hades incrustada en el pecho de Tenma.
- Patriarca del siglo 18: Patriarca y Líder del Santuario, aparece nombrando a Shion y Dohko caballeros dorados y después con la llegada de Saori a la tierra, se ofrece así mismo en cuidar a la bebé, pero en realidad lo que intenta hacer es matarla, pero es detenido por Shijima de Virgo y Cardinale de Piscis resultando este último otro traidor que ataca a Shijima. Ordena a Cardinale asesinar a Shijima y a la Diosa Athena. Más tarde se descubrirá que el Patriarca no es un traidor a Athena, sino que es muy fiel a la diosa, y quiere matar a la bebé Saori/Athena, solo porque vio en Star Hill, El Grand Square (la alineación de todos los planetas a la constelación de Ofiuco), causado por el viaje en el tiempo de Saori, por lo que quiere detenerlo. Conoce a Ikki de Phoenix, quién fue enviado por Odysseus al Templo del Athena, ambos entablan un breve combate, pero este había sido informado por Odysseus que Ikki planea "matar" a Athena/Saori, se dispone entonces a entregarle la espada de Cryshos (la daga dorada que puede matar a un dios).

#### Santos de Oro delsigloXVIII
- Ox de Tauro: Santo de oro de Tauro de la época antigua, aparece para castigar a Shion, Dohko y Tenma. Muere a manos de Suikyō de Garuda, quién lo deja en animación suspendida en el inframundo. Es traído de vuelta al mundo de los vivos gracias al poder de Odysseus de Ofiuco, quién lo deja paralítico, después de que se negará a traicionar a Athena. Odysseus le remueve la Ley del Despertar a Ox, y cae en un sueño profundo.

- Abel de Géminis: Aparece en la casa de Géminis frente a Suikyō de Garuda, resulta ser un traidor a la diosa a quien piensa entregar a Hades a un precio alto, intenta matar a Suikyō, pero es detenido por su hermano Caín, De repente Abel desaparece. Con las constantes intromisiones en su existencia Caín desaparece y Abel vuelve aparecer y le aplica el Satán Imperial a Suikyō. Abel quien había caído bajo la Ley del Despertar, es despertado por Odysseus de Ofiuco, Odysseus le dice que no lo conoce y le realiza una intervención "quirúrgica" llamada Apoptosis, luego aparece como tumor en forma de rostro en la parte lateral del cráneo de Caín, Odysseus le explica Abel que nació bajo unas células muertas cerebrales que se rehusaron a morir, desarrollándose con el tiempo una segunda mente y desaparece.

- Caín de Géminis: Aparece para salvar la vida de Suikyō en Géminis deteniendo a su hermano Abel, a diferencia de este, Caín si tiene sentido de la justicia. Luego confronta a Ikki de Fénix tras llegar a la casa de géminis, este le afirma que viene del futuro, a lo que Caín lo toma como una ofensa. Ambos entablan un combate mortífero. Saliendo el Fénix mortalmente herido, a lo que Cain decide ayudarlo porque detuvo el G.Ex, técnica que estaba al tanto Ikki en el futuro, como se lo afirmó. Para ese fin, usa las estrellas Resucitadoras, no logra usarlas del todo, ya que es interrumpido por su hermano Abel que intenta darle el golpe final. Sin embargo, Caín logra salvarlo. Luego confronta al Decimotercer santo de Oro, quien arribo a la casa de géminis, pero primero extrae a su hermano Abel de su cerebro y le insinúa que ha resucitado para matar Saori/Athena e inicia la batalla, Caín usa su Otra Dimensión pero no tiene efecto, ya que el santuario ha sido afectado por la distorsión espacio tiempo, Odysseus le menciona que aunque sea el caso, otra dimensión no podrá detenerle, porque puede ir y venir de este mundo al de los muertos, le indica que si no logra derrotarle, le aplicará también la Apoptosis, le induce que lo ataque con todas sus fuerzas, ya que los géminis son reconocido generación tras generación como los más poderosos, Caín acepta el reto y lo ataca con su técnica definitiva; la Explosión de Galaxias devastando a Odysseus en pedazos a excepción de la cabeza quien momentos después se regenera junto con su cuerpo en pedazos debido a su capacidad médica sobrehumana. Odysseus le remueve la Ley del despertar a Caín, y cae en un sueño profundo.

- Deathtoll de Cáncer: Aparece en la casa de Cáncer, cortando el paso a Tenma y Shun, pese a estar informado del peligro que corre Athenea. Su labor es fabricar ataúdes con los que manda al Inframundo a las almas en pena que llegan a su templo. Tras su combate en Yomotsu con Tenma, Shun y Suikyō, queda encerrado en Omerta. pero es liberado por los Espectros que entraron en el monte Yomotsu, luego los guía al santuario con otras intenciones. Derrota al espectro de Gusano y revela a Kaiser que él no es un traidor, porque tiene un buen Ojo para Juzgar a los Hombres. Vuelve al templo del Gran Cangrejo donde aguarda a los verdaderos enemigos. Allí se encontraría con Ikki de Fénix, ve en el, no un enemigo, ante eso Ikki decide ayudarlo trasladando sus féretros al inframundo, luego de eso aparecen espectros, pero son enviados encajonados en ataúdes de vuelta al agujero de la Colina de Yomotsu. Ikki le pregunta a Deathtoll a que se debe esto, le informa que la barrera de Athena se encuentra afectada por la distorsión espacio tiempo, ante eso aparece uno de los Jueces del inframundo Vermeer de Grifo, Deathtoll le responde que lo estaba esperando, Ikki le increpa que es un "traidor" Deahtholl lo manda devuelta al templo del Gran Cangrejo mediante la técnica del "Chabadabada". Vermeer de Grifo le pregunta que los guíe a los Doce Templos, Deathtoll acepta y abre Omerta en un descuido Vermeer queda encerrado, pero logra escapar mediante un hilo que le quedaba tras el combate inicial que tuvo con Ikki. Vermeer de Grifo le increpa que lo pagará muy caro y le ataca con Marioneta Cósmica, masacrando a Deathtoll. Ante eso Ikki aparece de nuevo e impide su muerte, junto a Deathtoll derrotan a Vermeer de Grifo mandándolo de vuelta al agujero de la colina Yomotsu. En un estado hecho "bola" Deahtoll dirige a Ikki al templo de Leo, este le dice que es un aliado. Deathtoll permanece allí junto a Kaiser, luego caen en un sueño profundo que emite el Templo del Portador de la Serpiente, inconsciente comienza a rodar hasta llegar al Templo del Gran Cangrejo donde lo espera Odysseus de Ofiuco, lo despierta y le realiza una Terapia de problemas de identidad de género, convenciéndolo de que lo más importante no es ser hombre u mujer, feo u hermoso, si no, vivir una vida correcta y justa, entonces llegará a ser alguien Grande. Es entonces que Deathtoll reafirma su voluntad de luchar por Athena y recobra su estado natural, se resiste a la Ley del despertar y trata de encerrar a Odysseus en Omerta, pero este murmura unas cuantas palabras, a lo que Deathtoll responde y cae en la trampa, siendo engullido en Omerta. Aparece casi al final de la Historia salvando a Tenma de caer en la Colina de Yomotsu y lo envia de vuelta a Italia.

- Káiser de Leo: Aparece después de que un León de la casa de Leo llamado Goldie, intercepta a Shun de Andrómeda, que llegaba desde la casa de Cáncer. Una vez que el santo de bronce le informa sobre la situación actual de Athena y de que el Papa es un traidor. Kaiser le dice a Shun, que, si comprueba que eso es verdad, sea quien sea él, le arrancaría la cabeza, Kaiser le pide a su Gran León Goldie que traiga a Suikyō, es traído entre su hocico y le insinúa que terminara igual si sigue adelante. Luego de entablar un corto combate en contra del santo de bronce del futuro y no creerle ni una sola palabra, llega Tenma, muy malherido y le increpa que es inferior a un gato, puesto que su León Goldie mucho antes habido protegido a Shun de un ataque de Kaiser y se sabía que Andrómeda no era un enemigo. Ambos quedan inconscientes por la saliva curativa de Goldie. Poco después llega hasta el Templo, Deathtoll seguido por unos espectros que ingresaron al Templo de Cáncer desde la Colina de Yomotsu. Primero Goldie derrota a gran parte de los espectros. Seguidamente es atacado por las ataduras de Gusano del espectro que también lo hace con el León Goldie. Pero Kaiser se libera sin problemas arrojando al gusano, este le pide ayuda al santo dorado de Cáncer, quien lo elimina usando el ataque "Durazno", y así juntos derrotan a los espectros lo que revela que el santo de Cáncer no era un traidor. Suikyo de Garuda aprovechó la situación para dirigirse a la siguiente casa. Luego ambos se retiran a sus respectivas casas. Tras un breve de tiempo. Deathtoll vuelve a la Casa de Leo, esta vez convertido en "bola" acompañado de Ikki de Fénix. Kaiser y Goldie lo observan, ambos lados cruzan miradas tensas. Deathtoll le menciona a Kaiser que el santo de bronce Fénix es un aliado, lo sabe porque su ojo para juzgar a los hombres no falla, Kaiser se rehúsa a creerle, que lo comprenderá con acciones. Le propone a Ikki que de llegar a donde está, le creerá. Ikki acepta el reto y da el primer paso, Kaiser lanza el Relámpago Voltaje. Deathtoll le sugiere a Ikki que desista, este le responde que gracias sus compañeros de bronce, ya está al tanto de las técnicas de Leo. Un segundo relámpago voltaje va a hacia Ikki. y finalmente el Plasma Relámpago, Deathtoll vuelve a intervenir, le menciona que matara a su sucesor del futuro. Kaiser se sorprende y detiene el ataque. Ikki le indica que no se detenga que llegara a donde está. Kaiser le vuelve a lanzar el Plasma Relámpago, pero Ikki lo detiene con el Ave Fénix. Kaiser se sorprende y le increpa porque no lo ha atacado desde un principio con todo ese poder, este le menciona que, para él, es una ofensa alzar su puño con el santo de Leo de hace dos generaciones y no ha venido con esas intenciones. En ese entonces Kaiser le aplica el Shinoten a Ikki. Exclama que "La Prueba de Leo ha terminado". Lo reconoce como su sucesor en el futuro. Más tarde, los santos dorados caen en sueño profundo debido a la Hipnoterapia que emite el Templo del Portador de la Serpiente. A su llegada, Odysseus le remueve la Ley del Despertar a Kaiser, le recuerda que aún mantiene implantado el Corazón del León Rey. Traban un intenso combate, pero Kaiser comienza a tener dolores del corazón y necesita el Fruto de Corleone. Odysseus se lo da y cae inconsciente.

- Shijima de Virgo: Llamado también; El Hombre silencioso. Aparece en el Templo de Athena y confronta al Papa, tras su intento de asesinar a la bebé Athena, luego es herido a traición por Cardinale de Piscis, pero logra llevarse a la bebé Athena y se comunica con los demás santos dorados de la situación llegando a contactarse con Shion, le comunica la situación, al llegar al templo del patriarca, quedan encerrados en el Laberinto de los Dioses. En el Templo de Virgo aparece constantemente de forma de imagen residual, confronta a Ikki de Fénix y después al espectro Suikyō de Garuda, quienes terminan siendo derrotados, pero este último le informa de la resurrección del Legendario Decimotercer Santo de Oro, Asclepio. Más tarde impide el paso a Shun y a Tenma, quienes son atacados por el Espacio Anenoico, pero son salvados por el santo dorado del Siglo XX, Shaka de Virgo, también de forma residual, y le hace frente a Shijima, iniciando la guerra de los Mil Días. Ambos aplican Tembourin y Om, en las últimas técnicas son absorbidos por la Sombra y la Luz (Yin y Yang), pero Shun de Andrómeda interviene y termina la batalla. Shijima reconoce a Shaka como el más poderoso santo de oro de su generación, por lo que no pudo prever el uso de Agiō (boca abierta) por parte de Shaka para contrarrestar el Ungió (ojo abierto) de Shijima. Shaka se disculpa ante su predecesor por sus ofensas, le pide que desvanezca y que libere de las sombras a los santos Shun y Tenma, ya que uno de ellos será su sucesor en el futuro como santo de Virgo. Shijima se sorprende de que tres generaciones de Virgo se hayan encontrado en un mismo lugar. En el Templo de Patriarca es atacado por Cardinale, pero termina siendo derrotado por Athena/Saori. Logran salir hacia el Templo de Acuario, pero terminan inconscientes. En el Templo de Virgo aparece Odysseus de Ofiuco y desvanece la imagen residual de Shijima, y lo despierta. Este le propone traicionar a Athena, a lo que este le responde que su lealtad estará siempre con Athena e inicia el combate, primero es afectado por la Cuatro Puertas de Buda, pero Odysseus tiene la capacidad de reconstruirse. Odysseus le pide que le muestre su verdadero poder, a lo que Shijima acepta el reto y le lanza ambas técnicas, el TenbuHōrin y el TenmaKōFuKu, pero antes de recibirlo, Odysseus le remueve la Ley del Despertar, y lo duerme.

- Écarlate de Escorpio: El Caballero Dorado de Escorpión. Tiene una extraña enfermedad que le permite cristalizar su cuerpo haciéndolo invisible por la picadura de un escorpión que recibió en su niñez, pero fue salvado por Odysseus de una muerte segura. En esta oportunidad el caballero del dragón le hace frente. Aparece ante Shiryu en forma invisible excepto su Cloth de oro, le aplica varios aguijones escarlatas destruyéndole la armadura, de repente se muestra con su apariencia humana. Ecarlate se sorprende por la resistencia del santo de bronce a sus aguijones, Este le menciona que su compañero de bronce Hyoga, había tenido un combate con el santo de oro Milo de Escorpio en el futuro, por lo tanto, está al tanto de sus técnicas, incluido el Antares. Ecarlate no le cree, y pasa a lanzarle el aguijón de Antares, en ese instante Shiryu se dispone a atacar y le rompe el aguijón de Antares, pero ya lo había recibido y cae al suelo desangrado. Debido a su férrea determinación. Ecarlate pasa a ayudarlo golpeándolo en su punto central Shinoten. Más tarde arriba Asclepio a su templo, este lo derrota y le retira la sangre dorada de sus venas, debido a ello, Ecarlate desaparece.
- Odysseus de Ofiuco: Fue un Santo de Plata de Ofiuco e instructor de los Santos de Oro del Siglo XVIII. Es también la reencarnación del Legendario Decimotercer Santo Dorado Asclepio de la era Mítica. Por lo que tiene sangre dorada. Usó sus habilidades médicas para curar heridas y salvar vidas. No había nadie en todo el santuario que no hubiera sido salvado por Odisseus. Confabuló junto al Papa y el santo de Plata Suikyō el asesinato de Athena venida del futuro con la intención de evitar la liberación de Asclepio y la destrucción del Universo, pero recurre a otro método, el suicidio ingiriendo veneno, con la esperanza de evitar la reencarnación de Asclepio por medio de su cuerpo. Trece años después resucita como el decimotercer santo de Oro de Ofiuco con la intención de matar a la Athena del siglo XX, que ha atravesó el Espacio-Tiempo. A su paso, hacia el Templo del Portador de la Serpiente, entabla combates mortales con los santos dorados, siendo este devastado, pero ha podido seguir adelante, sin la necesidad de luchar, ha ido derrotando uno tras otro a los santos de Oro, garantizando la lealtad de los santos de Oro hacia Athena. A su llegada al Templo de Ofiuco deja de existir, y Asclepio toma posesión. Tras una intensa batalla con los santos de bronce y los Cloth de Oro, logran derrotar a Asclepio, y con ello, la vuelta de Odysseus que pasa a retirar el veneno de Samael y los Telómeros de Chronos a Saori. Confronta a Athena por el cataclismo que a causado su viaje al tiempo, solo para salvar a un humano. Odysseus le recuerda que los Saints existen para proteger a Athena, no para que los proteja, a lo que Athena contesta que nunca ha considerado sirvientes a los saints y se suicida con la espada de Khysos. Odysseus ve en Athena los sentimientos humanos y consigue salvarla. Confía a Athena a los santos de bronce y los dirige de vuelta al futuro. Antes de desaparecer como santo único junto con su Templo en ruinas, procura borrar la memoria de los santos del pasado para que inicien la verdadera Guerra Santa contra el Ejército de Hades y predice graves acontecimientos en el futuro.

- Gestalt de Sagitario Un caballero dorado que en apariencia tiene la forma de un centauro de la mitología griega. De niño tenía un caballo al cual quería mucho de nombre TanYa. En el Templo de Sagitario aparece como en forma de un Centauro, pero resultó ser un espejismo creado por Odysseus de Ofiuco (santo de Plata) cuando Gestalt era un niño. Confronta a Hyoga, quién arribo a su Templo, junto con Athena/Saori, este le dice que viene del futuro, por lo que Gestalt lo amenaza. Le lanza varias flechas, pero una es ella es desviada hacia el Testamento de Aioros (testamento escrito por el santo dorado Aioros de sagitario del siglo XX) que apareció debido a la distorsión espacio-tiempo que envuelve todo el santuario del pasado. Luego el testamento desaparece entre el Espacio y el Tiempo. Gestalt comienza a dudar de Si, y prueba con la Flecha de la Diosa (una Flecha Sagrada entregada por Athena en la era del mito). La Flecha es lanzada hacía Hyoga y Athea/Saori, pero esta la detiene e Increpa a Gestalt de ingenuo con delirios de grandeza del Centauro mitológico. Le desvanece la ilusión y le entrega una vez más la Flecha de la Diosa. Luego pide perdón por sus actos hacia Athena.

- Izou de Capricornio: Llamado también; El Asesino de demonios, Izou. A diferencia de los once santos dorados, Izou entreno en el País del Yamato (Japón). por lo que no tiene ninguna deuda alguna con Osysseus de Ofiuco. Aparece deteniendo a Ox de Tauro, y utilizando su poder de Excalibur arroja a Dohko, Shion y Tenma a un precipicio. Detiene el paso de Hyoga de Cisne, quién lleva en sus brazos a Saori/Athena. Tras un breve combate lo deja seguir adelante, debido a que demostró su verdadera poder. Más tarde confronta a los emisarios de Ofiuco (serpiente de Samael), quienes llegaron a la casa Capricornio, este desprecia la oferta del emisario de unirse a Odysseus, a lo que Izou responde que no tiene nada que deberle y los aniquila.

- Mystoria/Mistria de Acuario: Es un maestro del aura congelante. Confronta a Hyoga de Cisne en el templo de la Vasija Preciosa por la permanencia de Athena/Saori. Mistria le increpa que la niña le ha sido confiada por Shijima de Virgo, este le dice que viene del futuro en busca de Athena, iniciándose el combate, ambos aplican Ejecución Aurora. Mistria le pregunta por qué no lo ha atacado con todas sus fuerzas, a lo que este le responde, que es un sacrilegio para el atacar con todas sus fuerzas al antepasado de su maestro Camus de Acuario en el futuro. Hyoga no resiste y yace inconsciente, pero logra congelar a Mistria, quién se crispa de dolor y se da cuenta del poder de Hyoga. Mistria intenta acabar con Hyoga, pero en ese instante llegan los emisarios de Ofiuco (serpientes de Samael) que intentan morder a Hyoga, Athena y a Shijima, quienes yacen inconscientes. Pero este los elimina. Comienza a aplicar la Reanimación Estelar a Hyoga, y lo reconoce como su sucesor santo de Acuario del futuro y le confía a Athena. Luego un ejército de serpientes comienzan a rodearlo, pero este los acaba con la técnica Tormenta Nebular.

- Cardinale de Piscis: Aparece junto a Shijima y el patriarca en el templo a Athena, descubre el complot del patriarca, pero para sorpresa de Shijima lo ataca con la rosa blanca a él, ya que al igual que el patriarca es un traidor a la diosa. Tras su breve combate y quedar inconsciente por el poder de Athena del futuro en el templo del patriarca, se da cuenta de que es la Diosa Athena, va en ayuda de Shijima de Virgo a cruzar las Demonrose que envuelve el templo de Piscis. Luego confronta a los emisarios de Ofiuco (serpientes de Samael), dejándolo mortalmente herido.

###### Personaje del mito
- Asclepio de Ofiuco: Fue un Santo de Oro de la era del mito, y su Templo se encontraba entre el Templo del Escorpión Celestial y el Templo del Centauro, llamado Templo del Portador de la Serpiente, destacaba entre los trece santos oro, era amado y respetado, debido a que salvó a innumerables personas con sus habilidades médicas y resucitar a los muertos, por eso fue adorado como un dios por el mundo, por lo que se volvió arrogante. Otra prueba que demostró que era el firme sucesor de Atenea, fue el emblema de Ofiuco, se encontraba al centro del Reloj de fuego por lo que creyó que era suficiente para estar a la par de los dioses y trató de convertirse en un dios nuevamente. Se desconoce si hubo una confrontación dentro del Santuario, pero por palabras de Asclepio en el siglo XVIII, los Santos de Oro de la era del mito obedecían su voluntad. Este movimiento para desafiar la autoridad de los dioses enfureció a los dioses y Atenea lo arrojó a las profundidades de la zona del mal, al Tártaro, por medio de la Flecha divina de Sagitario. La Prisión de Tártaro es la prisión eterna donde el dios principal Zeus derrocó a su padre Kronos y tomó el poder, desterrándolo a él y a un grupo de Titanes, Incluso Hades, el rey del inframundo, no se atreve a acercarse. Desde la prisión del Tártaro, comienza a vigilar los movimientos de la reencarnación de Atenea del siglo XX, que pretende viajar al pasado, con ello su liberación. Reencarna en el siglo XVIII, pero es derrotado nuevamente en el Templo del Portador de la Serpiente por el mismo método, en simbiosis con los Cloths de Oro del pasado y arrojado nuevamente al abismo del Tártaro, pero amenaza con reencarnar una vez más, debido a los cambios en el cielo y la tierra provocados por Atenea del futuro.

#### Servidores de Hades delsigloXVIII
- Alone/Hades: Es la reencarnación de Hades de la época, la persona con el corazón más puro del mundo, Pandora lo lleva a una bodega en donde encuentra y saca la espada de Hades de su lugar liberando su espíritu de esa manera. En el Castillo de Hades, sufre de melancolía, al no poder recordar a sus amigos (Sasha & Tenma) retratándolos en un cuadro de pintura. Fue poseído por el Dios del Inframundo y se dirige a Florencia, con la intención de matar a la "Princesa Durmiente" (Sasha/Athena), pero apuñala a Tenma, quién se interpuso. Recupera el conocimiento y trata de salvarlo. Sabiendo que es una amenaza para sus amigos, se retira al Castillo de Hades, sin su espada que fue destruida.
- Pandora: Servidora de Hades, aparece ante Alone y lo lleva a una bodega en donde está clavada la Espada del Dios del Inframundo, luego los dirige al Castillo de Hades. Es físicamente parecida a la Pandora de la serie, aunque tiene un estilo de peinado distinto. Tiene una personalidad mucho más cruel.
- Suikyō de Garuda: Antiguo santo de Plata de Crateris, y maestro de Tenma. Se ofrece ante el Papa y Odysseus asesinar a Athena qué pretende viajar a su era, dentro de trece años. Tras la muerte de Odysseus, seguidamente, después muere su hermano menor Suisho, quién adolecía de una enfermedad mortal, el cual, solo la medicina de Odysseus lo podía aliviar. Antes de eso, recibió la visita de un espectro de Gargola, quien le informa que el alma de su hermano pasaría la eternidad sufriendo despedazado en el infierno a no ser que él se uniera al bando de Hades, a cambio de que su hermano no sufra eternamente. Convertido en Juez del Infierno, comienza a atravesar los doce templos, allí se encuentra con los santos de bronce del futuro con quien entabla breves combates, allí también, se reencuentra con su antiguo alumno Tenma, quien lo salva de DeathToll de Cáncer. Tras numerosas batallas, llega a Libra, pero el santo que custodia el Templo de la Balanza Celestial, termina siendo su mejor amigo de infancia. Tras una dura batalla le da muerte. Al final le recita un Poema de despedida y toma su lugar para matar a la Athena venida del futuro, tras revelarle su terrible secreto. Suikyō a diferencia de otros protagonistas, fue el principal "villano" a comienzos de la Historia.
- Vermeer de Grifo: Espectro de Hades, uno de los jueces del infierno, aparece ante Shion Dohko y Tenma para matarlos, pero es interrumpido por Suikyō de Garuda. Ante Pandora cuestionando la supuesta lealtad de Suikyō temiendo que únicamente esté fingiendo. Se dirige al Santuario desde de la Colina de Yomotsu (Yomotsu Hirasaka), en reemplazo de Suikyō, quién ha muerto en combate. En el Templo del Cangrejo Gigante entabla combates con Deathtoll e Ikki de Fénix, quienes lo derrotan.
- Chagall de Wyvern : Es uno de los tres jueces del inframundo y también uno de los tres espectros más poderosos entre los 108 del siglo XVIII. Fue destruido por la Flecha de la Diosa, en su intento de llevarse a Athena/Sasha.
- Giulietta de Papillon : Un poderoso espectro que es enviado a espiar lo que sucede en el Santuario de Atenea y luego a matar a Sasha, la reencarnación de Atenea en el siglo XVIII. Se dirige a Florencia para asesinar a la "bella durmiente" Sasha/Athena, pero es derrotado por Tenma de Pegaso.
- Specter de Worm: Es la estrella terrestre del ocultamiento, este espectro acompaña a un pequeño escuadrón de espectros, los cuales le piden ayuda a Deathtoll para viajar desde el Yomotsu hasta el Templo de Cáncer y cruzar directamente hacia el Templo de Leo, donde el Specter se enfrenta a Goldie y Kaiser. A diferencia de su sucesor, este se muestra menos seguro de su poder y más temeroso del Gold Saint al que enfrentaba. Llegando incluso a suplicar por ayuda a Deathtoll, después de que había sido superado por Kaiser. siendo aniquilado por Deathtoll.
- Yambow de Gárgola: Es un misterioso espectro al servicio de Pandora y actúa como el mensajero de ella. Fue el encargado de reclutar a Suikyō y ofreció al Saint la oportunidad de luchar junto a los Espectros a cambio de ayudar a su hermano pequeño Suishō a no sufrir en el infierno. Tiene la apariencia más grotesca. Su físico es particularmente extraño, tiene muy baja estatura como si sufriera de enanismo y la posición encorvada en la que siempre se encuentra hace imposible que este rasgo pase desapercibido. Su cara está deformada con ojos hinchados que se encuentran medio cerrados y tiene una boca de la cual salen enormes dientes.
- Miyan de Frog: Espectro de Hades, es el sirviente personal de Pandora.
- Nyan de Aqueronte Espectro encargado de embarcar almas desde el lago estigia al mundo de los muertos. Aparece ante Ox de Tauro para embarcar su alma, ante eso aparece el decimotercer santo dorado, Odysseus de Ofiuco, quien lo impide y le ofrece muchísimo oro para que se encargue de embarcar a las almas que vendran.
- Spectres sin nombres: Muchos de los 108 espectros cuyos nombres no conocemos, se estima que una treintena han muerto.
- Esqueletos: Soldados simples del ejército de Hades.

#### Personajes del Olimpo
- Hécate: Es una bruja anciana de la luna con la cual se encuentra Shun y Saori en el camino hacia el Olimpo, Hécate había hechizado el camino para que nadie lograra pasarlo, pero Athena le suplica que lo quite, Hécate accede, pero con la condición de que se corte el cabello para usarlo como poción, más tarde aparece de nuevo con el aspecto de una niña ya que rejuveneció con la poción con los cabellos de Athena, la bruja accede a llevarlos ante Chronos. Tras la llegada de Athena, Chronos la lanza a otro lugar del Olimpo, pero regresa a donde esta Chronos, tras notar que Hécate aún está con vida, le revela que él convirtió a Athena en bebé al llevarla al pasado. Guíó a los Santos de Bronce al pasado. Hécate tiene una edad de 1000 años.
- Satélites : son las numerosas mujeres soldados de la diosa Artemisa, que protegen el Templo de Artemisa. Usan arcos y flechas como armas y usan armaduras que recuerdan el mito del conejo lunar en las leyendas japonesas, mientras que algunos usan armaduras negras que representan una serpiente.
- Calisto: Sirvienta personal de Artémisa, envía a La Scoumone a matar a Athena por su actitud y después del fracaso de esta, envía a Tōuma para que se encargue de Seiya, pero este lo traiciona, siendo castigado por Calisto.

- Artemisa: Es la Diosa de la Luna, hija de Zeus, y hermana mayor de Athena, Saori llega a sus estancias suplicándole ayuda para salvar la vida de Seiya pero ella le increpa por su actitud y le advierte de las consecuencias que podría tener si continua ayudando a los humanos, Saori aun así sigue insistiendo, por lo tanto Artemisa decide mandarla con Chronos el dios del tiempo, después reflexiona sobre el valor que su hermana tiene para ayudar los humanos sin miedo a la cólera de los dioses. Cuando Athena y los Saints retornan al presente, lo hacen desde el Olimpo, donde son castigado severamente por Artemisa.
- La Scoumoune: La más poderosa de los satélites de Artemisa, es enviada por Calisto para matar a Athena, después de un combate a muerte con Shun, es derrotada por Ikki del Fénix, pero se revela que en realidad Ikki no hizo gran cosa, Shun ya había causado graves daños en las flechas de La Scoumoune, por lo que Ikki lo único que hizo fue destrozarlas. Malherida se presenta ante Calisto contándole toda la situación.
- Chronos: Es el Dios Omnipotente del Tiempo, no posee apariencia física sino que habita en un lago que está formado por otras galaxias las cuales forman otros tiempos de la tierra, al principio rehúsa ayudar a Athena hasta que ella se revela como la diosa Athena e hija de Zeus, accede a su petición pero le impone la condición de que debe regresar en tres días, de lo contrario, se quedara para siempre en esa época, más tarde le revela a Hécate que en el viaje le tendió una trampa convirtiendo a Saori en una bebé. Aparece en el next dimension para advertir a los Saints del futuro que se les termina el tiempo. Aparece al final de la historia observando la tragedia de Athena en el Olimpo.
- Tōma: Fue uno de los cuatro ángeles olímpicos del dios Apolo, pero fue separado por razones desconocidas. Aparece encarcelado en el Olimpo hasta que Calisto decide liberarle y le manda una misión importante consistente en asesinar a Seiya, lo cual casi logra de no ser por la intervención de Hyoga y Marín, al ver a esta última reflexiona mucho sobre el aspecto de Marín relacionándole con su pasado. Luego aparece esta vez para ayudar a Seiya a retirarle la espada de Hades, dado que esta se materializó. A su regreso al Olimpo fue castigado por Calisto por la traición.
- Apolo: Es el Dios del Sol, hijo de Zeus, y hermano mayor de Athena y Artemisa. Tiene una apariencia ostentosa y robusta. En el Templo de la Luna, desciende por medio de un carruaje sagrado, con el objetivo de castigar a Athena por poner en peligro el Universo. Amenaza con aniquilar a todos los Santos, y esclavizala por tres mil años. Pero Athena apela a perder su divinidad, a cambio de perdonar a los santos de bronce, a lo que Apolo acepta, y pasa a eliminar su divinidad y sus recuerdos.
- Ángeles olímpicos: Son tres ángeles al servicio del dios Apolo. Sus formas naturales son las de unos pegasos, que tiran del carruaje sagrado de Apolo.

#### Otros Personajes
- Los espíritus de los 12 Santos de Oro de lo siglo 20° aparecen en algunas secuencias del manga en ayuda de Athena y Shijima. También son los personajes del manga de Saint Seiya.
- Shunrei : Niña china que vive con Shiryu en Goro-oh en China, hija adoptiva de Dohko. También es un personaje de manga de Saint Seiya.
- Shoryu : Niño huérfano del cual Shiryu y Shunrei son los padres.
- Goldie y Blondie (hermana de Goldie): dos grande leones sagrados que ayudan a Kaiser a proteger el templo de lo León. Son muy fuertes.
- Soldados de los Santuario: Son numerosos simples soldados que protegen el Santuario de Atenea.
- Leones de los Montaña Nemea: Son un grupo de 100 leones sagrados que vivieron en el Montaña Nemea, Grecia, en el siglo XVIII. Su líder es un enorme león llamado Réy León.
- Réy León : Enorme león muy fuerte y que tiene poderes telepáticos, y es el líder de los leones de los Montaña Nemea.
- Serpientes de Ofiuco : Son numerosas serpientes venenosas de varios colores y tamaños (algunas pequeñas, otras enormes) que habitan en el Santuario de Atenea desde la época mitológica, es que son siervas de los Santos de Oros de Ofiuco. Estas serpientes incluso tienen la capacidad de hablar mentalmente con los humanos. Con la resurrección de los decimotercer Santo de Oro de Ofiuco en el siglo XVIII, todas las serpientes del Santuario desaparecerán.
- Suisho : El hermano pequeño de Suikyô, es para salvarlo que Suikyô accede a convertirse en un Espectro.
- Pegaso: un caballo blanco que acompaña a Tenma y que carga en barriles la antigua armadura de Crateris y la de Tenma, rescata a este último junto con Shion y Dohko de los sirvientes de Hades ya que la barrera mortal de este no afecta a los animales.

## Publicaciones
Escrito e ilustrado por Masami Kurumada, Saint Seiya: Next Dimension debutó por primera vez con un capítulo prólogo en la revista de manga shōnen de Akita Shoten Weekly Shōnen Champion el 27 de abril de 2006,y la serialización comenzó el 3 de agosto de ese mismo año.El manga tuvo una pausa en varias instancias durante su publicación.Se publicó un capítulo especial el 19 de junio de 2014, y un segundo el 16 de julio de 2015.La serie terminó después de dieciocho años de publicación el 4 de julio de 2024.Akita Shoten ha recopilado sus capítulos en volúmenes tankōbon individuales. El primero se publicó el 6 de febrero de 2009.Al 8 de noviembre de 2024, se han publicado dieciséis volúmenes.
| Volumen 1 | ISBN | Publicado                                  |
| Volumen 1 | ISBN 978-4-253-13271-8 ISBN 978-84-92725-81-6 | 6 de febrero de 2009 28 de octubre de 2009 |
| | |                                            |
| Contiene los capítulos: - Prólogo (Prologue) - 1. Dohko y Shion (童虎とシオン Dōko to Shion?) - 2. Alone (アローン Arōn?) - 3. Tenma (天馬?) - 4. Amigo (友 Tomo?) - 5. Espada de Hades (冥王の剣 Meiō no ken?) - 6. Hades despierta (冥王覚醒 Meiō kakusei?) - 7. Castillo de Hades (ハーデス城 Hādesu shō?) - 8. Espectros (冥闘士 Supekutā?) - 9. Barrera (結界 Kekkai?) - 10. Suikyō (水鏡?) - 11. Calor (ぬくもり Nukumori?) - 12. Crateris (杯座 Kuraterisu?) | Contiene los capítulos: - Prólogo (Prologue) - 1. Dohko y Shion (童虎とシオン Dōko to Shion?) - 2. Alone (アローン Arōn?) - 3. Tenma (天馬?) - 4. Amigo (友 Tomo?) - 5. Espada de Hades (冥王の剣 Meiō no ken?) - 6. Hades despierta (冥王覚醒 Meiō kakusei?) - 7. Castillo de Hades (ハーデス城 Hādesu shō?) - 8. Espectros (冥闘士 Supekutā?) - 9. Barrera (結界 Kekkai?) - 10. Suikyō (水鏡?) - 11. Calor (ぬくもり Nukumori?) - 12. Crateris (杯座 Kuraterisu?) | Personaje de la carátula:Tenma de Pegaso   |
| En 1990, los Santos de Bronce de Atenea con sus Armaduras Divinas se enfrentan al Dios Hades en una batalla final en los Campos Elíseos para salvar a su Diosa Atenea y al mundo. Durante la lucha, el Dios del Inframundo recuerda haber conocido antes a Seiya de Pegaso, y entonces la historia es llevada al pasado. En el siglo 18, Dohko y Shion son ascendidos de Santos de Bronce a Santos de Oro por el Patriarca del Santuario de Atenea. Con su nuevo estatus, se proponen acabar con Hades antes de que este se manifieste en su recipiente escogido para la época, Alone. Tenma, el Santo de Bronce de Pegaso aparece de pronto y detiene el ataque de Shion contra Alone. Durante la confusión Alone termina en un viejo templo donde Pandora logra despertar el alma de Hades dentro de él. Con la barrera ahora en el lugar que reduce la fuerza de los Santos, Dohko, Shion y Tenma se retiran consternados. Sin embargo, antes de que puedan son atacados por Vermeer de Griffon y Suikyo de Garuda, siendo este último, el antiguo maestro de Tenma. Los santos son heridos gravemente entonces los jueces del infierno son llamados de regreso al castillo por órdenes de Pandora, pero con la ayuda del caballo de Tenma son capaces de escapar y regresar al Santuario, para recuperarse y diseñar una estrategia para la próxima Guerra Santa. | |                                            |

| Volumen 2 | ISBN | Publicado                                             |
| Volumen 2 | ISBN 978-4-253-13272-5 | 8 de marzo de 2010                                    |
| | |                                                       |
| Contiene los capítulos: - 13. Izō y Ox (以蔵とオックス Izō to Okkusu?) - 14. Cadena de flores (花の鎖 Hana no Kusari?) - 15. El templo de la luna (月の神殿 Tsuki no Shinden?) - 16. Mientras exista ese amor (愛あるかぎり Ai Aru Kagiri?) - 17. La Scomoune (ラスクムーン Rasukumūn?) - 18. Ave fénix (不死鳥 Fushichō?) - 19. La puerta del espacio-tiempo (時空の扉 Jikū no Tobira?) | Contiene los capítulos: - 13. Izō y Ox (以蔵とオックス Izō to Okkusu?) - 14. Cadena de flores (花の鎖 Hana no Kusari?) - 15. El templo de la luna (月の神殿 Tsuki no Shinden?) - 16. Mientras exista ese amor (愛あるかぎり Ai Aru Kagiri?) - 17. La Scomoune (ラスクムーン Rasukumūn?) - 18. Ave fénix (不死鳥 Fushichō?) - 19. La puerta del espacio-tiempo (時空の扉 Jikū no Tobira?) | Personaje de la carátula:Shun de Andrómeda Saori Kido |
| Tenma, Shion y Dohko regresan al Santuario para reportar sus hallazgos acerca de la situación, solo para ser tratados con dureza por el Santo de Oro de Tauro, Ox, enfurecido por su comportamiento aparentemente irresponsable. Después de que Tauro es detenido por Izo de Capricornio, los Santos están desconcertados por la ausencia de su diosa y reflexionan acerca de su paradero. El Santo de Oro de Virgo, Shijima, a continuación, da a conocer que Atenea puede venir del futuro. Mientras tanto, en el siglo 20, Atenea viaja con Shun de Andrómeda al monte Olimpo, buscando ayuda para aliviar a Seiya del estado de coma que fue puesto por la maldición de Hades dejada por su espada. En el Olimpo se encuentra con su hermana mayor, la Diosa de la Luna Artemisa, quien le revela que la única manera de hacerlo es viajar atrás en el tiempo, Atenea busca entonces la ayuda del Dios del Tiempo, Cronos. Durante su viaje en busca de Cronos, Shun y Atenea se separan, el Santo de Bronce se enfrenta con las guardianes de Artemisa, las satélites, enviadas por Calisto para matar a Atenea. Shun es ayudado por su hermano mayor Ikki de Fénix venciendo a su comandante Lascomoune. Finalmente, Atenea se reúne con Cronos, quien la envía junto con Shun atrás en el tiempo, a la Guerra Santa del siglo 18, cumpliendo con la predicción de Shijima. | |                                                       |

| Volumen 3 | ISBN | Publicado                              |
| Volumen 3 | ISBN 978-4-253-13273-2 | 8 de diciembre de 2010                 |
| | |                                        |
| Contiene los capítulos: - 20: El nacimiento de Atenea (女神降誕 Atena Kōtan?) - 21: La daga del patriarca (教皇の短剣 Kyōkō no Tanken?) - 22: Hacia el lado de Atenea (女神のもとへ Atena no Moto e?) - 23: El enemigo está dentro del santuario (敵は聖域にあり Teki wa Sankuchuari ni Ari?) - 24: Muro de Cristal (クリスタルウォール Kurisutaru Wōru?) - 25: Lágrimas de sangre (血涙 Ketsurui?) - 26: La señal de Atenea (女神の道標 Atena no Dōhyō?) | Contiene los capítulos: - 20: El nacimiento de Atenea (女神降誕 Atena Kōtan?) - 21: La daga del patriarca (教皇の短剣 Kyōkō no Tanken?) - 22: Hacia el lado de Atenea (女神のもとへ Atena no Moto e?) - 23: El enemigo está dentro del santuario (敵は聖域にあり Teki wa Sankuchuari ni Ari?) - 24: Muro de Cristal (クリスタルウォール Kurisutaru Wōru?) - 25: Lágrimas de sangre (血涙 Ketsurui?) - 26: La señal de Atenea (女神の道標 Atena no Dōhyō?) | Personaje de la carátula:Ikki de Fénix |
| En el siglo 18, la situación de la Guerra Santa se convierte más horrenda cuando Athena reencarna como un bebé. El Patriarca intenta asesinarla, pero es detenido por Shijima de Virgo. Shijima es gravemente herido por Cardinale de Piscis, que ha jurado lealtad a Hades y huye para proteger a Atenea. El juez del inframundo Suikyo de Garuda es enviado al Santuario para tomar la vida de Atenea. Seguido por un grupo de Espectros, Suikyo llega al Santuario y empieza una batalla con Shion de Aries. Mientras tanto, en el siglo 20, Ikki se encuentra con la cadena de flores de Atenea, una pista para obtener su paradero, y viaja atrás en el tiempo. Al llegar al pasado, Ikki se encuentra con un dominante Shion e interviene en la batalla de Suikyo. | |                                        |

| Volumen 4 | ISBN | Publicado                                                                       |
| Volumen 4 | ISBN 978-4-253-13274-9 | 8 de diciembre de 2011                                                          |
| | |                                                                                 |
| Contiene los capítulos: - 27: Batalla a muerte en el templo del carnero blanco (白羊宮の死闘 Hakuyōkyū no Shitō?) - 28: Suishō (水清 Suishō?) - 29: Lanzas de hielo (氷槍 Hisō?) - 30: Ángel caído de una sola ala (片翼の堕天使 Katayoku no Datenshi?) - 31: El laberinto del templo de Géminis (双児宮の迷宮 Jemini no Meikyū?) - 32: Premonición de guerra (死闘への予感 Shitō e no Yokan?) - 33: Batalla contra Géminis (双児宮の死闘 Jemini no Shitō?) | Contiene los capítulos: - 27: Batalla a muerte en el templo del carnero blanco (白羊宮の死闘 Hakuyōkyū no Shitō?) - 28: Suishō (水清 Suishō?) - 29: Lanzas de hielo (氷槍 Hisō?) - 30: Ángel caído de una sola ala (片翼の堕天使 Katayoku no Datenshi?) - 31: El laberinto del templo de Géminis (双児宮の迷宮 Jemini no Meikyū?) - 32: Premonición de guerra (死闘への予感 Shitō e no Yokan?) - 33: Batalla contra Géminis (双児宮の死闘 Jemini no Shitō?) | Personaje de la carátula:Hyoga de Cisne EsquemasSapuri de Gárgola Glory de Tōma |
| En el siglo 18, el Santuario tiembla mientras la guerra continúa y los guerreros de ambos ejércitos entran en un combate mortal. Mientras Shion y Ikki se reponen de los efectos de su último ataque, Suikyo de Garuda llega al Templo de Tauro, derrotando a su guardián, Ox. Mientras tanto, en el siglo 20, el Ángel caído Tōma invade el Santuario para matar a Seiya, pero falla debido a la intervención de Hyōga de Cisne y Marin de Águila. Tōma detecta una mutua conexión, pero no clara con Marin mientras se retira. Al mismo tiempo, en el pasado, Tenma y Shun se aventuran al Templo de Géminis, Shun logra atravesar el templo pero Temna se encuentra con el Santo de Géminis quien lo ataca con su técnica Another Dimension así que Shun regresa a su rescate pero no puede resistir la técnica por mucho tiempo. Entonces son ayudados por Suikyo. | |                                                                                 |

| Volumen 5 | ISBN | Publicado                                                            |
| Volumen 5 | ISBN 978-4-253-13275-6 | 6 de abril de 2012                                                   |
| | |                                                                      |
| Contiene los capítulos: - 34: Abel de Géminis (双子座のアベル Jemini no Aberu?) - 35: Caín y Abel (光と影 Kain to Aberu?) - 36: Deathtoll el constructor de ataúdes (棺桶屋のデストール Kan'oke-ya no Desutōru?) - 37: Omertá, el ataúd del silencio (沈黙の棺 Omeruta?) - 38: El sacrificio del puño de Emperador Demoníaco (魔皇拳の生贄 Maō-ken no ikenie?) - 39: Aquel cálido día (あの日のぬくもり Ano hi no nukumori?) - 40: Continuar avanzando (歩み Ayumi?) | Contiene los capítulos: - 34: Abel de Géminis (双子座のアベル Jemini no Aberu?) - 35: Caín y Abel (光と影 Kain to Aberu?) - 36: Deathtoll el constructor de ataúdes (棺桶屋のデストール Kan'oke-ya no Desutōru?) - 37: Omertá, el ataúd del silencio (沈黙の棺 Omeruta?) - 38: El sacrificio del puño de Emperador Demoníaco (魔皇拳の生贄 Maō-ken no ikenie?) - 39: Aquel cálido día (あの日のぬくもり Ano hi no nukumori?) - 40: Continuar avanzando (歩み Ayumi?) | Personaje de la carátula:Shun de Andrómeda EsquemasCloth de Crateris |
| Tenma y Shun continúan su marcha por el Santuario, logrando traspasar el Templo Géminis y partiendo rápidamente al Templo del Cáncer mientras Suikyo empieza una pelea contra Abel de Géminis y luego Caín de Géminis y viceversa. El espectro Suikyo de Garuda, quien aparentemente está bajo los efectos del Satán Imperial es dejado continuar hacia el siguiente templo. Tenma y Shun, y luego Suikyo luchan contra el Santo de Oro de Cáncer, Deathtoll, el fabricante de ataúdes. En Yomotsu, Tenma logra derrotar a Deathtoll sellándolo en el ataúd Omertà, salvando su vida, así como la de Shun y su maestro. Tras sobrevivir a la batalla, Suikyo vuelve al Santuario, animando a su discípulo a seguir luchando, y reanuda su camino, dirigiéndose al siguiente Templo. | |                                                                      |

| Volumen 6 | ISBN | Publicado                           |
| Volumen 6 | ISBN 978-4-253-13276-3 | 7 de diciembre de 2012              |
| | |                                     |
| Contiene los capítulos: - 41: Esperando ese día (いつかの日のために Itsuka no hi no tameni?) - 42: Resurrección (起死回星 Kishikaisei, lit. "resuscitating star"?) - 43: Kaiser de Leo (獅子座のカイザー Reo no Kaizā?) - 44: Puño de luz (光の拳 Hikari no Ken?) - 45: La Broma de los Dioses (神の悪戯 Kami no Itazura?) - 46: Laberinto de los Dioses (神々の迷宮 Kamigami no Rabirinsu?) - 47: La Compasión de un Guerrero (戦士の情け Senshi no nasake?) | Contiene los capítulos: - 41: Esperando ese día (いつかの日のために Itsuka no hi no tameni?) - 42: Resurrección (起死回星 Kishikaisei, lit. "resuscitating star"?) - 43: Kaiser de Leo (獅子座のカイザー Reo no Kaizā?) - 44: Puño de luz (光の拳 Hikari no Ken?) - 45: La Broma de los Dioses (神の悪戯 Kami no Itazura?) - 46: Laberinto de los Dioses (神々の迷宮 Kamigami no Rabirinsu?) - 47: La Compasión de un Guerrero (戦士の情け Senshi no nasake?) | Personaje de la carátula:Saori Kido |
| Los jóvenes Santos de Bronce se recuperan de su batalla contra Deathtoll y van al siguiente Templo, donde se encuentran con el mentor de Tenma, Suikyo, derrotado por su feroz guardián, Kaiser de Leo y su mascota Goldie. Mientras tanto, en el Templo de los Gemelos una feroz batalla entre Caín de Géminis y Ikki se produce, hasta que el joven Santo de Bronce demuestra a Caín que sus metas y lealtad son las mismas. Shun y Tenma también soportan una dura prueba para demostrar su lealtad a Atenea a Kaiser de Leo, y Deathtoll regresa de Yomotsu, revelando su verdadera lealtad. A medida que la batalla por la Tierra continúa en el pasado, Caín de Géminis y Abel de Géminis se preparan para revelar el misterio de su nacimiento. | |                                     |

| Volumen 7 | ISBN | Publicado                                 |
| Volumen 7 | ISBN 978-4-253-13277-0 | 8 de agosto de 2013                       |
| | |                                           |
| Contiene los capítulos: - 48: La Llama de la Amistad (炎の友情 Honō no Yūjō?) - 49: La Puerta de la Muerte (死門 Shimon?) - 50: La Gran Luz (大いなる光 Ōinaru Hikari?) - 51: Cisne y Dragón (龍と白鳥 Ryū to Hakuchō?) - 52: El Tigre y el Dragón, Maestro y Alumno (龍虎師弟 Ryūko Shitei?) - 53: El Heredero (継ぐ者 Tsugumono?) - 54: El Templo Maldito (魔宮 Makyū?) | Contiene los capítulos: - 48: La Llama de la Amistad (炎の友情 Honō no Yūjō?) - 49: La Puerta de la Muerte (死門 Shimon?) - 50: La Gran Luz (大いなる光 Ōinaru Hikari?) - 51: Cisne y Dragón (龍と白鳥 Ryū to Hakuchō?) - 52: El Tigre y el Dragón, Maestro y Alumno (龍虎師弟 Ryūko Shitei?) - 53: El Heredero (継ぐ者 Tsugumono?) - 54: El Templo Maldito (魔宮 Makyū?) | Personaje de la carátula:Shiryu de Dragón |
| En el siglo 20, después de detener al Ángel Tōma de matar a Seiya, Hyōga se va en búsqueda de Shiryū de Dragón en los Cinco Picos para ir en la ayuda de Atenea. La reacia lealtad de Shiryū como Santo se reaviva solo después de un breve encuentro con el Ángel. Ambos santos van al Olimpo y alcanzan la cadena de flores de Atenea, que los devuelve al pasado. Mientras tanto, en el siglo 18, Suikyo es desafiado por Shijima de Virgo. Después de lograr a travesar las barreras de Shijima, llega al Jardín de los Salas Gemelo gracias a la luz de Atenea, donde se revitaliza con su Cloth de Crateris, entonces le envía un mensaje a Atenea sobre el misterio del maldito Santo de oro de Ofiuco; Shiryū se encuentra con su venerado maestro de joven, Libra de Dohko. En el presente, Shaina de Ofiuco es poseída por una misteriosa entidad, mientras Marin habla sobre sus temores por el decimotercer Santo de Oro, maldecido desde las épocas del mito. | |                                           |

| Volumen 8 | ISBN | Publicado                               |
| Volumen 8 | ISBN 978-4-253-13278-7 | 6 de diciembre de 2013                  |
| | |                                         |
| Contiene los capítulos: - 55: El decimotercer Santo de Oro (十三番目の黄金聖闘士 Jū-san Banme no Gōrudo?) - 56: Mi amigo (わが友 Waga Tomo?) - 57: Tenbu Hōrin (天舞宝輪 Tenbu Hōrin?) - 58: Oṃ (阿吽 Aun?) - 59: Intrépidos (蛮勇 Ban'yū?) - 60: Cosmos de un dios (神の小宇宙 Kami no Kosumo?) - 61: Poema de adiós a un amigo (友を送る詩 Tomo o okuru uta?) | Contiene los capítulos: - 55: El decimotercer Santo de Oro (十三番目の黄金聖闘士 Jū-san Banme no Gōrudo?) - 56: Mi amigo (わが友 Waga Tomo?) - 57: Tenbu Hōrin (天舞宝輪 Tenbu Hōrin?) - 58: Oṃ (阿吽 Aun?) - 59: Intrépidos (蛮勇 Ban'yū?) - 60: Cosmos de un dios (神の小宇宙 Kami no Kosumo?) - 61: Poema de adiós a un amigo (友を送る詩 Tomo o okuru uta?) | Personaje de la carátula:Shaka de Virgo |
| En 1747, el misterio del origen del maldito Santo de oro de Ofiuco es revelado por Shijima de Virgo, aunque su identidad permanece sin revelar. Shiryū se gana la confianza de su mentor Dohko después de una dura prueba, y se dirige al siguiente templo después de la llegada de Suikyo de Garuda, que entonces empieza una emocional y desesperante batalla con el Santo de Libra, mientras van recordando los días de su juventud. Mientras, Shun de Andrómeda y Tenma de Pegaso llegan al templo de Virgo, donde se convierten en testigos del enfrentamiento sin precedentes entre dos Santos de oro de Virgo de diferentes épocas, luego que el alma del difunto Shaka de Virgo se manifestara a acudir en la ayuda de Shun. Mientras Shijima recupera sus fuerzas después de su batalla, él se sorprende al enterarse de la existencia de otra diosa que viene a su encuentro, por otro lado, la batalla entre Dohko y Suikyo llega a un triste pero inevitable final. | |                                         |

| Volumen 9 | ISBN | Publicado                              |
| Volumen 9 | ISBN 978-4-253-13279-4 | 20 de junio de 2014                    |
| | |                                        |
| Contiene los capítulos: - 62: El estandarte de la rebelión (叛旗 Hanki?) - 63: Batalla mortal en el Inframundo (黄泉の死闘 Yomi no Shitō?) - 64: Shabadabadaa (娑婆陀芭陀亜（シャバダバダア） Shabadabadā?) - 65: Procesión fúnebre (葬列 Sōretsu?) - 66: La masacre de Cáncer (蟹座無残 Kyansā muzan?) - 67: Explosión de melocotón (桃爆 Momobaku?) - 68: Los Emisarios (み使い Mitsukai?) | Contiene los capítulos: - 62: El estandarte de la rebelión (叛旗 Hanki?) - 63: Batalla mortal en el Inframundo (黄泉の死闘 Yomi no Shitō?) - 64: Shabadabadaa (娑婆陀芭陀亜（シャバダバダア） Shabadabadā?) - 65: Procesión fúnebre (葬列 Sōretsu?) - 66: La masacre de Cáncer (蟹座無残 Kyansā muzan?) - 67: Explosión de melocotón (桃爆 Momobaku?) - 68: Los Emisarios (み使い Mitsukai?) | Personaje de la carátula:Ikki de Fénix |
| Suikyo ha sido derrotado, y Vermeer de Griffon es enviado a continuar con el ataque en el Santuario de Atenea. Deathtoll de Cáncer y Ikki son capaces de defenderse de los ataques de Veermer y su escuadrón de espectros, pero Deathtoll queda en una condición especial. Mientras tanto, Dohko se dio cuenta de la verdadera misión de Suikyo y decide tomar la cabeza de Atenea. Las serpientes comienzan a aparecer alrededor del Santuario, y uno de ellos habla con Shion de Aries acerca de la inminente venida del 13º Santo de Oro de Ofiuco. | |                                        |

| Volumen 10 | ISBN | Publicado                                          |
| Volumen 10 | ISBN 978-4-253-13280-0 | 8 de junio de 2016                                 |
| | |                                                    |
| Contiene los capítulos: - Capítulo especial - El juramento de la Diosa (SP.Episode スペシャルエピソード 女神の誓い Supesharu Episōdo Megami no chikai?) - Capítulo especial - Brecha espacio -tiempo (SPEpisode 時空の間 Toki no Hazama?) - 69: La prueba de Leo (獅子座の証 Reo no Akashi?) - 70: El veneno de Samael (サマエルの毒 Samaeru no Doku?) - 71: Mystoria/Mistria (ミストリア Misutoria?) - 72: Aura congelante Vs Aura congelante (凍気対凍気 Tōki Tai Tōki?) - 73: Aquel que heredará Acuario (水瓶座を継ぐ者 Akueriasu o Tsugu Mono?) - 74: Temblor previo a la destrucción (滅びへの予震 Horobi e no Yoshin?) | Contiene los capítulos: - Capítulo especial - El juramento de la Diosa (SP.Episode スペシャルエピソード 女神の誓い Supesharu Episōdo Megami no chikai?) - Capítulo especial - Brecha espacio -tiempo (SPEpisode 時空の間 Toki no Hazama?) - 69: La prueba de Leo (獅子座の証 Reo no Akashi?) - 70: El veneno de Samael (サマエルの毒 Samaeru no Doku?) - 71: Mystoria/Mistria (ミストリア Misutoria?) - 72: Aura congelante Vs Aura congelante (凍気対凍気 Tōki Tai Tōki?) - 73: Aquel que heredará Acuario (水瓶座を継ぐ者 Akueriasu o Tsugu Mono?) - 74: Temblor previo a la destrucción (滅びへの予震 Horobi e no Yoshin?) | Personaje de la carátula:Seiya de PegasoSaori Kido |

| Volumen 11 | ISBN | Publicado                                               |
| Volumen 11 | ISBN 978-4-253-13281-7 | 7 de septiembre de 2017                                 |
| | |                                                         |
| Contiene los capítulos: - 75: El sueño egoísta de felicidad de Shiryu (紫龍邯鄲の夢 Shiryū kantan no yume?) - 76: Écarlate del Templo del Escorpión Celestial (天蠍宮のエカルラート Tenkatsukyū no Ekarurāto?) - 77: Sangre dorada (黄金血 Gōruden Buraddo?) - 78: Aquel elegido por el dragón (龍に選ばれし者 Ryū ni erabareshi mono?) - 79: La flecha del templo del Centauro (人馬宮の矢 Jinbakyū no ya?) - 80: La leyenda del Centauro (人馬伝説 Jinba densetsu?) - 81: La flecha de la Diosa (女神の矢 Megami no ya?) | Contiene los capítulos: - 75: El sueño egoísta de felicidad de Shiryu (紫龍邯鄲の夢 Shiryū kantan no yume?) - 76: Écarlate del Templo del Escorpión Celestial (天蠍宮のエカルラート Tenkatsukyū no Ekarurāto?) - 77: Sangre dorada (黄金血 Gōruden Buraddo?) - 78: Aquel elegido por el dragón (龍に選ばれし者 Ryū ni erabareshi mono?) - 79: La flecha del templo del Centauro (人馬宮の矢 Jinbakyū no ya?) - 80: La leyenda del Centauro (人馬伝説 Jinba densetsu?) - 81: La flecha de la Diosa (女神の矢 Megami no ya?) | Personaje de la carátula:Shiryu de DragónHyoga de Cisne |

| Volumen 12 | ISBN | Publicado                                   |
| Volumen 12 | ISBN 978-4-253-13282-4 | 8 de mayo de 2018                           |
| | |                                             |
| Contiene los capítulos: - 82: Hipnoterapia (ヒュプノテラピア Hyupunoterapia?) - 83: Tiempo de resurrección (復活の刻 Fukkatsu no toki?) - 84: La resurrección de Odysseus (オデッセウスの復活 Odesseusu no fukkatsu?) - 85: La ley del despertar (覚醒の法 Kakusei no hō?) - 86: Dolor del pasado (過去の痛み Kako no itami?) - 87: Dos almas, un cuerpo (ニ心ー体 Nishintai?) - 88: Bajo una constelación problemática (悩める星座のもとに Nayameru seiza no moto ni?) | Contiene los capítulos: - 82: Hipnoterapia (ヒュプノテラピア Hyupunoterapia?) - 83: Tiempo de resurrección (復活の刻 Fukkatsu no toki?) - 84: La resurrección de Odysseus (オデッセウスの復活 Odesseusu no fukkatsu?) - 85: La ley del despertar (覚醒の法 Kakusei no hō?) - 86: Dolor del pasado (過去の痛み Kako no itami?) - 87: Dos almas, un cuerpo (ニ心ー体 Nishintai?) - 88: Bajo una constelación problemática (悩める星座のもとに Nayameru seiza no moto ni?) | Personaje de la carátula:Odysseus de Ofiuco |

| Volumen 13 | ISBN | Publicado                              |
| Volumen 13 | ISBN 978-4-253-13284-8 | 8 de junio de 2021                     |
| | |                                        |
| Contiene los capítulos: - 89: Reanimación desde la oscuridad (闇からの蘇生 Yami kara no sosei?) - 90: Algo bello (美しき者 Utsukushiki mono?) - 91: Corazón de león (ライオン ハート Raion hāto?) - 92: El fruto de Corleone (コルレオーネの実 Korureōne no mi?) - 93: La vara de Asklepios (アスクレピオスの杖 Asukurepiosu no tsue?) - 94: Inercia (無為 Mui?) - 95: Después del sueño (夢のあと Yume no ato?) | Contiene los capítulos: - 89: Reanimación desde la oscuridad (闇からの蘇生 Yami kara no sosei?) - 90: Algo bello (美しき者 Utsukushiki mono?) - 91: Corazón de león (ライオン ハート Raion hāto?) - 92: El fruto de Corleone (コルレオーネの実 Korureōne no mi?) - 93: La vara de Asklepios (アスクレピオスの杖 Asukurepiosu no tsue?) - 94: Inercia (無為 Mui?) - 95: Después del sueño (夢のあと Yume no ato?) | Personaje de la carátula:Ikki de Fénix |

| Volumen 14 | ISBN | Publicado                                |
| Volumen 14 | ISBN 978-4-253-13283-1 | 7 de abril de 2023                       |
| | |                                          |
| Contiene los capítulos: - 96: Espada de Chrysos (クリューソズの剣, Kuryūsozu no ken) - 97: El Pozo del Tártaro (タルタロスの井戸, Tarutarosu no ido) - 98: Posesión (憑依, Hyō'i) - 99: Sasha (サーシャ, Sāsha) - 100: Bajo las estrellas (星の下に, Hoshi no shita ni) - 101: Aquel a quien se lo encomendé (託された者, Takusaretamono) - 102: La princesa durmiente (眠り姫, Nemurihime) | Contiene los capítulos: - 96: Espada de Chrysos (クリューソズの剣, Kuryūsozu no ken) - 97: El Pozo del Tártaro (タルタロスの井戸, Tarutarosu no ido) - 98: Posesión (憑依, Hyō'i) - 99: Sasha (サーシャ, Sāsha) - 100: Bajo las estrellas (星の下に, Hoshi no shita ni) - 101: Aquel a quien se lo encomendé (託された者, Takusaretamono) - 102: La princesa durmiente (眠り姫, Nemurihime) | Personaje de la carátula:Tenma de Pegaso |

| Volumen 15 | ISBN | Publicado                                          |
| Volumen 15 | ISBN 978-4-253-13285-5 | 8 de mayo de 2024                                  |
| | |                                                    |
| Contiene los capítulos: - 103: Protege a Athena (アテナを守れ, Atena o mamore) - 104: Hacia el mundo terrenal (娑婆シャバへ, Shaba e) - 105: Vínculos de flores (花はなの絆きずな, Hana no kizuna) - 106: La voz del alma (心こころの声こえ, Kokoro no koe) - 107: La desaparición de Scorpio (蠍座スコーピオンの消滅しょうめつ, Sukōpion no shōmetsu) - 108: Desde el otro lado de las llamas (炎ほのおの彼方かなたから, Honō no kanata kara) - 109: La espada mata dioses (神殺かみごろしの刃やいば, Kami-goroshi no yaiba) - 110: Reunión dorada (黄金の集結, Gōrudo no Shūketsu) | Contiene los capítulos: - 103: Protege a Athena (アテナを守れ, Atena o mamore) - 104: Hacia el mundo terrenal (娑婆シャバへ, Shaba e) - 105: Vínculos de flores (花はなの絆きずな, Hana no kizuna) - 106: La voz del alma (心こころの声こえ, Kokoro no koe) - 107: La desaparición de Scorpio (蠍座スコーピオンの消滅しょうめつ, Sukōpion no shōmetsu) - 108: Desde el otro lado de las llamas (炎ほのおの彼方かなたから, Honō no kanata kara) - 109: La espada mata dioses (神殺かみごろしの刃やいば, Kami-goroshi no yaiba) - 110: Reunión dorada (黄金の集結, Gōrudo no Shūketsu) | Personaje de la carátula:Tenma de PegasoAloneSasha |

| Volumen 16 | ISBN | Publicado                                |
| Volumen 16 | ISBN 978-4-253-13286-2 | 8 de noviembre de 2024                   |
| | |                                          |
| Contiene los capítulos: - 111: ¡Dispara! Flecha de Athena (放はなて! 女神アテナの矢や, Hanate! Atena no Ya), publicado el 16 de mayo de 2024. - 112: Emblema Ardiente (燃える紋章エンブレム, Moeru Enburemu), publicado el 23 de mayo de 2024. - 113: Ecdisis (脱皮だっび, Dappi), publicado el 30 de mayo de 2024. - 114: La Espada del Rey del Inframundo (冥王の剣, Meiō no Ken), publicado el 6 de junio de 2024. - 115: La Muerte de Athena (アテナの死, Atena no Shi), publicado el 13 de junio de 2024. - 116: Señal de Flores (花の標, Hana no Shirube), publicado el 20 de junio de 2024. - 117: Apolo, Dios del Sol (太陽神アポロン, Taiyōshin Aporon), publicado el 27 de junio de 2024. - 118: Capítulo Final: Vientos del Mañana (最終回 未来への風, Saishū Kai Ashita e no Kaze), publicado el 4 de julio de 2024. | Contiene los capítulos: - 111: ¡Dispara! Flecha de Athena (放はなて! 女神アテナの矢や, Hanate! Atena no Ya), publicado el 16 de mayo de 2024. - 112: Emblema Ardiente (燃える紋章エンブレム, Moeru Enburemu), publicado el 23 de mayo de 2024. - 113: Ecdisis (脱皮だっび, Dappi), publicado el 30 de mayo de 2024. - 114: La Espada del Rey del Inframundo (冥王の剣, Meiō no Ken), publicado el 6 de junio de 2024. - 115: La Muerte de Athena (アテナの死, Atena no Shi), publicado el 13 de junio de 2024. - 116: Señal de Flores (花の標, Hana no Shirube), publicado el 20 de junio de 2024. - 117: Apolo, Dios del Sol (太陽神アポロン, Taiyōshin Aporon), publicado el 27 de junio de 2024. - 118: Capítulo Final: Vientos del Mañana (最終回 未来への風, Saishū Kai Ashita e no Kaze), publicado el 4 de julio de 2024. | Personaje de la carátula:Tenma de Pegaso |

## Ventas
En Japón, la editorial Akita Shoten Co., Ltd. fue la encargada de las publicaciones. Cada tomo está impreso sobre papel satinado e incluye sobrecubierta. Su precio ha sufrido un leve aumento en los últimos tomos, pasando de 714 a 1100 yenes.Editó 16 volúmenes.
| Título                                     | Semana de referencia                     | Ventas semanales                                       | Posición máxima (Top 30 de manga más vendidos en Japón) |
| ------------------------------------------ | ---------------------------------------- | ------------------------------------------------------ | ------------------------------------------------------- |
| Saint Seiya - Próxima Dimensión volumen 1  | 6 de febrero - 15 de febrero de 2009     | 30.618 ejemplares primera semana/ 57.426segunda semana | # 22                                                    |
| Saint Seiya - Próxima Dimensión volumen 2  | 8 de marzo - 21 de marzo de 2010         | 48.272 ejemplares primera semana/ 58.114segunda semana | # 9                                                     |
| Saint Seiya - Próxima Dimensión volumen 3  | 8 de diciembre - 12 de diciembre de 2010 | 44.200 ejemplares primera semana                       | # 17                                                    |
| Saint Seiya - Próxima Dimensión volumen 4  | 8 de diciembre - 11 de diciembre de 2011 | 88.004 ejemplares segunda semana                       | # 17                                                    |
| Saint Seiya - Próxima Dimensión volumen 5  | 6 de abril - 15 de abril de 2012         | 31.884 ejemplares primera semana/ 57.257segunda semana | # 23                                                    |
| Saint Seiya - Próxima Dimensión volumen 6  | 7 de diciembre - 16 de diciembre de 2012 | 34.829 ejemplares primera semana/ 61.525segunda semana | # 31                                                    |
| Saint Seiya - Próxima Dimensión volumen 7  | 8-15 de agosto de 2013                   | 40.775 ejemplares primera semana/ 60.227segunda semana | # 33                                                    |
| Saint Seiya - Próxima Dimensión volumen 8  | 6-15 de diciembre de 2013                | 35.541 ejemplares primera semana/ 62.827segunda semana | # 28                                                    |
| Saint Seiya - Próxima Dimensión volumen 9  | 20-29 de junio de 2014                   | 39.034 ejemplares primera semana/ 67.215segunda semana | # 28                                                    |
| Saint Seiya - Próxima Dimensión volumen 10 | 8-19 de junio de 2016                    | 46.729 ejemplares primera semana/ 64.828segunda semana | # 19                                                    |
| Saint Seiya - Próxima Dimensión volumen 11 | 7-17 de junio de 2017                    | 37.635 ejemplares primera semana/ 54.922segunda semana | # 23                                                    |
| Saint Seiya - Próxima Dimensión volumen 12 | 8-13 de mayo de 2018                     | 46.649 ejemplares primera semana/ 60.414segunda semana | # 10                                                    |
| Saint Seiya - Próxima Dimensión volumen 13 | 8-13 de junio de 2021                    | 37.482 ejemplares primera semana                       | # 20                                                    |
| Saint Seiya - Próxima Dimensión volumen 14 | 7-16 de abril de 2023                    | 13.009 ejemplares primera semana/ 28.710segunda semana | # 26                                                    |
| Saint Seiya - Próxima Dimensión volumen 15 | 8-19 de mayo de 2024                     | 21.494 ejemplares primera semana/ 31.621segunda semana | # 15                                                    |
| Saint Seiya - Próxima Dimensión volumen 16 | 8-24 de noviembre de 2024                | 12.350 ejemplares primera semana/ 27.890segunda semana | # 19                                                    |

## Videojuego
En el videojuego para teléfonos y móviles Saint Seiya Awakening de la compañía Tencent, se creó un chancon para Saint Seiya Next Dimension, titulado "Fin o Next?",esta canción es cantada por Nobuo Yamada, el cantante original de la famosa Pegasus Fantasy. Algunos personajes del manga también fueron añadidos al juego, como Ophiuchus Odysseus, con la voz de Yūichi Nakamura, así como Virgo Shijima, con la voz de Masayuki Akasaka, Sagittarius Gestalt, con la voz de Itaru Yamamoto, Cancer Deathtoll, con la voz de Makoto Naruse, Leo Kaiser, con la voz de Takuya Satō, Gemini Cain, con la voz de Tatsumaru Tachibana, Crateris Suikyō, con la voz de Ryuichi Kijima, Moon Goddess Artemis, con la voz de Manami Hanawa, y Alone/Hades, con la voz de Hikaru Midorikawa.

## Secuela, Saint Seiya Entonces: Haikyo no Hana" (Flores de la Ruina)"
En el último número de la revista Weekly Shōnen Champion de 2024 de Akita Shoten, se publicó una secuela de Saint Seiya: Next Dimension titulada "Saint Seiya Then: Haikyo no Hana" (Flores de la Ruina), un capítulo de 8 páginas en color donde Saori Kido(Atenea) después de la acontecimientos de Saint Seiya Next Dimension se encuentra caminando dentro del Santuario, habiendo llegado a la novena casa del Zodíaco, la de Sagitario, se encuentra frente a la escritura en la pared de Aiolos Sagitario, y Saori recupera todos sus recuerdos que había perdido en el pasado debido a de Apolo. Luego deja un ramo de flores delante del escrito como homenaje a los santos que protegieron a Atenea en el pasado.

## Unión con otros mangas de Saint Seiya
Como continuación canónica de la obra de Saint Seiya de Kurumada, "Next Dimension" tiene ejercida una influencia a través de las distintas obras derivadas de la franquicia. Cabe destacar el uso de varios personajes recientemente introducidos por Kurumada, por los autores de dichas obras derivadas, que aparecen como personajes invitados o con una conexión con el pasado de los personajes principales o su historia; Izō de Capricornio, Deathtoll de Cáncer y Shoryu, quienes aparecen en Saint Seiya Episode G Assassin de Megumu Okada. Callisto, Artemis y Suikyō aparecen en Saint Seiya Saintia Sho de Chimaki Kuori.
- En Episodio G Assassin también habla de los acontecimientos de la guerra sagrada contra Hades de los siglo XVIII de Saint Seiya Next Dimension, en Saintia Sho también hay lugares y armaduras de Saint Seiya Next Dimension.
- En Saint Seiya Final Edition (edición final de los manga de Saint Seiya), en el capítulo especial Origen, que se incluirán en esta edición, se muestra la imagen de los 12 Gold Saints del siglo XVIII que son los de Saint Seiya Next Dimension. Conjunción definitiva y oficial entre las dos obras.[65]

## Myth Cloth EX
En el evento Tamashii Nations 2017, que se celebrará en Japón del 1 al 3 de diciembre, será vendido un modelo Myth Cloth EX de Odysseus de Ofiuco, el 13.º Caballero Dorado que apareció en la historia del manga Next Dimension.
El Myth Cloth EX medirá 18 cm, se pondrá a la venta durante el evento y costará 16,000 yenes. Antes de esto, se exhibirá en el Tamaiyo Nations Akiba Showroom Akihabara en Tokio y luego se venderá en el mercado de internet.